# Радіоматч СРСР — США із шахів
Радіоматч СРСР — США із шахів — перший міжнародний шаховий матч після Другої світової війни. Проведений 1—4 вересня 1945 року за допомогою радіозв'язку на 10 шахівницях у два тури. Збірна СРСР передавала ходи з Москви, а команда США — з Нью-Йорка.
Сполучені Штати були переможцями чотирьох поспіль олімпіад у 1930-х роках, а Радянський Союз міг стати новим гегемоном на шаховій арені, але війна перервала міжнародні зв'язки й не було можливості оцінити рівень радянських гравців. Про силу цих збірних свідчить також факт, що серед учасників матчу було 4 із 6 гросмейстерів, у майбутньому запрошених на матч-турнір за звання чемпіона світу 1948 року (могло бути 5 із 6, але Пауля Кереса не включили до збірної СРСР з політичних міркувань).
До того збірні Радянського Союзу та Сполучених Штатів не зустрічалися між собою в жодному виді спорту. Перша така зустріч повинна була стати символом єднання та культурного співробітництва союзників у Другій світовій війні, але з огляду на політичне протистояння мала й пропагандистське значення, особливо для радянської сторони.
Розгромна перемога збірної СРСР з рахунком 15½:4½ розпочала епоху домінування радянської шахової школи у світі.

## Радіо та шахи

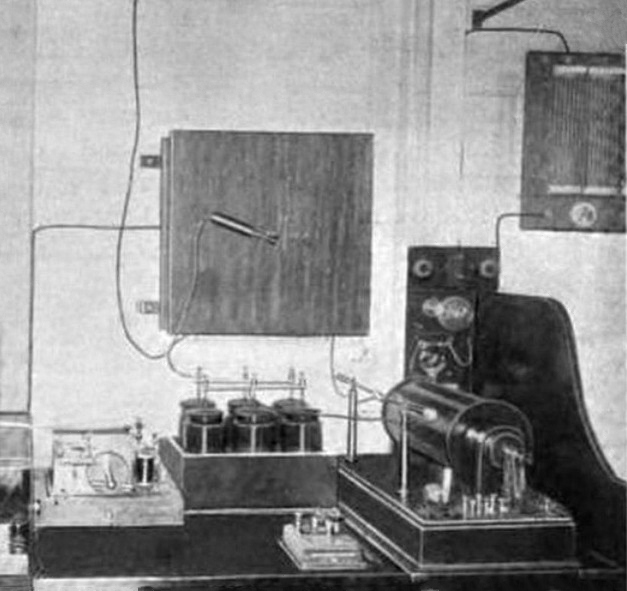
Радіопередавач конструкції Марконі на кораблі «Міннетонка». Імовірно, 1902 року саме на ньому передавали ходи першої шахової партії на радіохвилях (світлина 1902 року)

Шахісти здавна прагнули організовувати матчі між окремими гравцями чи командами клубів і міст, географічно віддалених одне від одного. Партії за листуванням тривали місяцями й роками через повільне поштове сполучення. У XIX столітті з появою сучасних засобів зв'язку шахісти почали використовувати телеграф (першою міжміською телеграфною зустріччю був матч Балтимор — Вашингтон 1844 року), пізніше — телефон, що значно зменшило час очікування на хід суперника. За допомогою кабельного зв'язку проводили регулярні міжнародні матчі між збірними Англії та США (1896—1911). Першу партію по бездротовому радіо зіграли 1902 року між лайнерами «Етрурія» та «Міннетонка» і в наступні роки шахові партії через радіозв'язок стали сенсацією у пресі.
Проте, шахові радіоматчі на найвищому рівні залишалися рідкістю. Серед міжнародних радіоматчів до 1945 року:
- Гейверфордський коледж (США) — Оксфордський університет (1924)
- Гейверфордський коледж (США) — Паризький університет (1926)
- Шаховий клуб Маніли — шаховий клуб Шанхаю (1926)
- Шаховий клуб Росаріо (Аргентина) — команда Уругваю (1926)
- Парламент Австралії — Палата громад Великобританії (1927)
- Шаховий клуб Лос-Анджелеса — Шаховий клуб Росаріо (Аргентина) (1930)

Таким чином, радіоматч СРСР — США став першим шаховим матчем на рівні збірних, який провели за допомогою бездротового радіозв'язку.

## Організація матчу
У другій половині 1943 року в США вирішили організувати шаховий матч між командами Сполучених Штатів і Радянського Союзу. Цей захід мав зміцнити культурні зв'язки між двома союзниками.
Офіційне запрошення американська сторона надіслала через Товариство допомоги Росії у війні (англ. Russian War Relief) 21 жовтня 1943 року до Московського шахового комітету в складі Всесоюзного комітету у справах фізичної культури та спорту за підписом Джорджа Стерджіса (George Sturgis), президента Шахової федерації США.

| Повний текст запрошення |
| --- |
| \| Як президент Шахової федерації США, сердечно запрошую провідних шахових майстрів Радянського Союзу взяти участь у шаховому радіоматчі проти збірної США. Вартість радіозв'язку для передачі ходів в обидва боки буде покрито за рахунок підписки приватних осіб у нашій країні. Усю виручку від продажу квитків передадуть Товариству допомоги Росії у війні. Ми щиро сподіваємося, що ви сприймете ідею про цю зустріч зі схваленням, бо шануємо те, як СРСР продовжує, укріплює та розвиває культурні здобутки під час війни. Зокрема ми були дуже вражені широким інтересом до шахів у СРСР. За змаганнями ваших видатних шахових майстрів на турнірах, що проходили у Москві, Свердловську та інших центрах, слідкували та обговорювали тисячі шахістів у нашій країні. Ми вважаємо, що наш спільний інтерес до шахів може слугувати плідним засобом розвитку культурних зв'язків між нашими двома країнами і що запропонований матч покращить дружні відносини між нами. Ми усвідомлюємо, що ваші шахові майстри служать своїй країні у збройних силах та іншими способами. Така сама ситуація і тут. Тим не менше, ми знаємо, що культурне значення шахів — і його корисний вплив на бойовий дух у воєнний час полягає в можливості проводити важливі турніри як у СРСР, так і в США. Сподіваємось, що вам також вдасться організувати цей міжнародний шаховий радіоматч. У нашій державі всі зацікавлені сторони з ентузіазмом зустріли цю пропозицію. Наші провідні гравці, серед яких гросмейстери Маршалл, Решевський, Пінкус, Адамс, Шейнсвіт та інші, з радістю погодилися зіграти в команді США. Містер Моріс Вертгейм, президент Manhattan Chess Club, погодився очолити комітет, відповідальний за фінансові та інші сторони. Редактори нашого офіційного органу, „Chess Review“, які подали та підтримали цю пропозицію, виступлять спонсорами матчу у співпраці з Шаховою федерацією шахів Сполучених Штатів та нададуть широкий розголос заходу. Представники Товариству допомоги Росії висловили свою щиру підтримку та допомогу. Практичні деталі поєдинку можуть бути узгоджені, як тільки ми отримаємо вашу згоду на запрошення. Попередньо ми пропонуємо, щоб команда з кожної сторони мала не менше, ніж 5 та не більше, ніж 10 гравців. Найбільше відповідним часом був би січень 1944 року. Матч, можливо, буде завершено через два-три дні, за умови, що зв'язок не перериватиметься. З нетерпінням чекаємо на вашу відповідь, Джордж Стерджіс, президент, Шахова федерація США \| |
| Як президент Шахової федерації США, сердечно запрошую провідних шахових майстрів Радянського Союзу взяти участь у шаховому радіоматчі проти збірної США. Вартість радіозв'язку для передачі ходів в обидва боки буде покрито за рахунок підписки приватних осіб у нашій країні. Усю виручку від продажу квитків передадуть Товариству допомоги Росії у війні. Ми щиро сподіваємося, що ви сприймете ідею про цю зустріч зі схваленням, бо шануємо те, як СРСР продовжує, укріплює та розвиває культурні здобутки під час війни. Зокрема ми були дуже вражені широким інтересом до шахів у СРСР. За змаганнями ваших видатних шахових майстрів на турнірах, що проходили у Москві, Свердловську та інших центрах, слідкували та обговорювали тисячі шахістів у нашій країні. Ми вважаємо, що наш спільний інтерес до шахів може слугувати плідним засобом розвитку культурних зв'язків між нашими двома країнами і що запропонований матч покращить дружні відносини між нами. Ми усвідомлюємо, що ваші шахові майстри служать своїй країні у збройних силах та іншими способами. Така сама ситуація і тут. Тим не менше, ми знаємо, що культурне значення шахів — і його корисний вплив на бойовий дух у воєнний час полягає в можливості проводити важливі турніри як у СРСР, так і в США. Сподіваємось, що вам також вдасться організувати цей міжнародний шаховий радіоматч. У нашій державі всі зацікавлені сторони з ентузіазмом зустріли цю пропозицію. Наші провідні гравці, серед яких гросмейстери Маршалл, Решевський, Пінкус, Адамс, Шейнсвіт та інші, з радістю погодилися зіграти в команді США. Містер Моріс Вертгейм, президент Manhattan Chess Club, погодився очолити комітет, відповідальний за фінансові та інші сторони. Редактори нашого офіційного органу, „Chess Review“, які подали та підтримали цю пропозицію, виступлять спонсорами матчу у співпраці з Шаховою федерацією шахів Сполучених Штатів та нададуть широкий розголос заходу. Представники Товариству допомоги Росії висловили свою щиру підтримку та допомогу. Практичні деталі поєдинку можуть бути узгоджені, як тільки ми отримаємо вашу згоду на запрошення. Попередньо ми пропонуємо, щоб команда з кожної сторони мала не менше, ніж 5 та не більше, ніж 10 гравців. Найбільше відповідним часом був би січень 1944 року. Матч, можливо, буде завершено через два-три дні, за умови, що зв'язок не перериватиметься. З нетерпінням чекаємо на вашу відповідь, Джордж Стерджіс, президент, Шахова федерація США       |

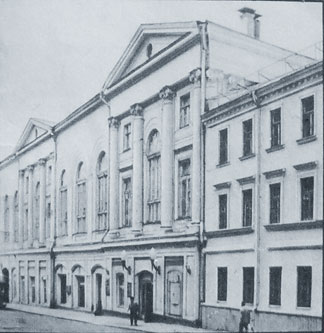
Центральний будинок працівників мистецтв у Москві, історичне фото

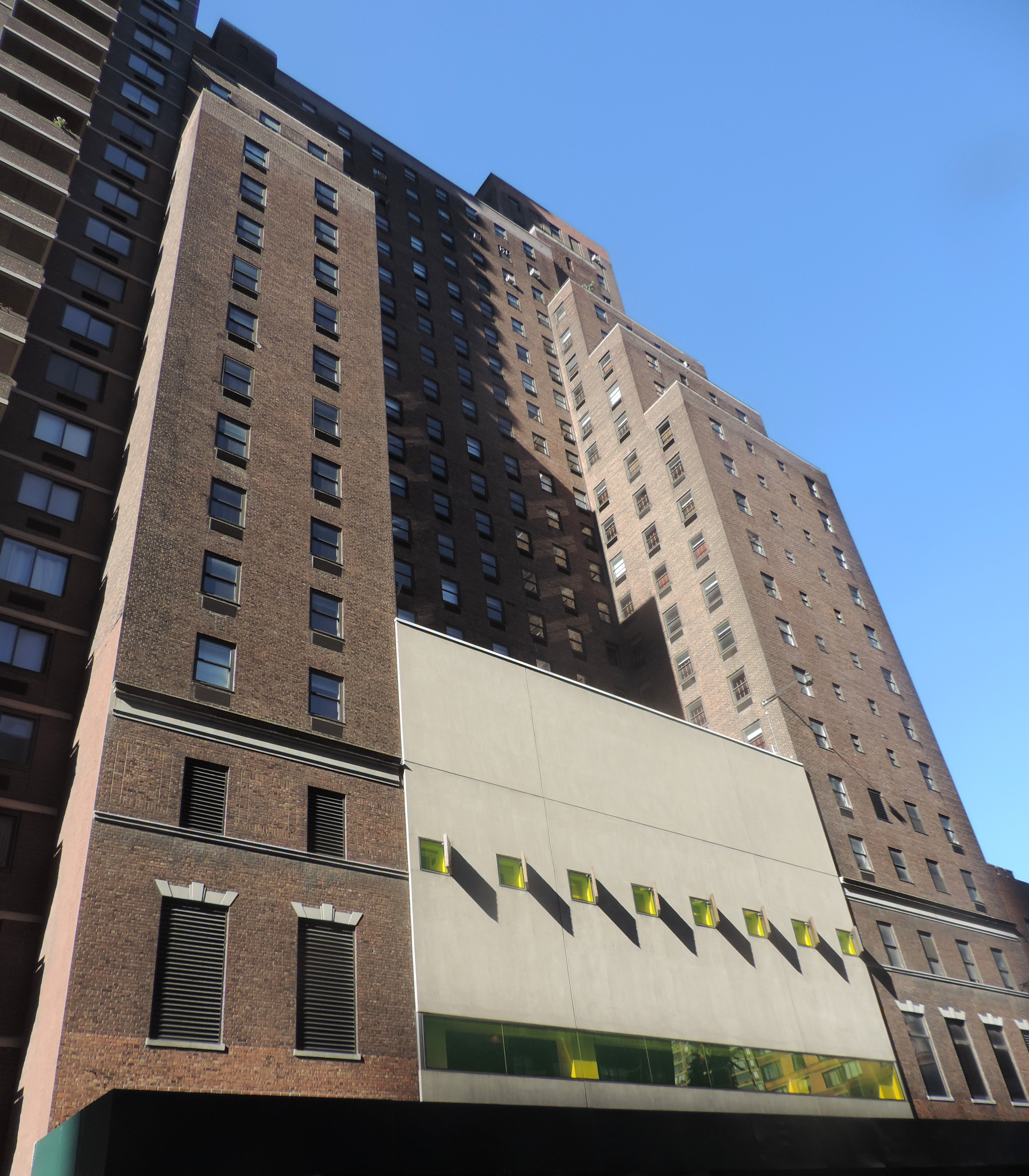
Готель «Гадсон» у Нью-Йорку, сучасне фото

До реалізації матчу повернулися вже наприкінці війни. 26 квітня 1945 року радянська сторона надіслала підтверджувальну радіограму за підписом гросмейстера М. Ботвинника та контрадмірала І. Папаніна про готовність зіграти матч на 10 шахівницях у 2 тури; матч пропонували почати 20 липня. Під час переговорів дати довелось змістити, адже на червень був запланований чемпіонат СРСР, а потім у Сполучених Штатах відбувались найважливіші національні змагання (Відкрита першість США і Панамериканський турнір). Зрештою, сторони вирішили зіграти матч на початку вересня 1945 року.
У Радянському Союзі начальником штабу з проведення матчу став шаховий організатор Яків Рохлін. У Сполучених Штатах головою комітету з проведення матчу став банкір і меценат Моріс Вертгейм, заступником голови — В. В. Ланкастер.
У Москві спортивне керівництво вирішило повністю ізолювати шахістів від глядачів. Гросмейстери грали в Центральному будинку працівників мистецтв, а глядацьку залу на 1300 місць облаштували в Центральному будинку культури залізничників. Під час відкриття матчу з промовою виступили голова Всесоюзного комітету у справах фізичної культури та спорту Микола Романов та голова правління Всесоюзного товариства культурного зв'язку із закордоном Володимир Кеменов, почесним гостем на матчі був посол США в Радянському Союзі Аверелл Гарріман.
У Нью-Йорку місцем проведення став готель «Гадсон» (англ. Henry Hudson Hotel). Подію рекламували у ЗМІ, пряму трансляцію церемонії відкриття та закриття матчу проводила радіостанція WNYC, для глядачів виділили залу на 1000 місць, квитки до якої були платними. На церемонії відкриття виступив мер міста Фіорелло Ла Ґуардіа, він же виконав від імені Арнольда Денкера на демонстраційній шахівниці хід 1.d2-d4 в партії Денкер — Ботвинник. На десяти великих добре освітлених демонстраційних шахівницях глядачі спостерігали за перебігом усіх партій, а кожен хід оголошували зі сцени. На матчі був присутній чемпіон Бразилії Вальтер Круз. В урочистостях закриття матчу брали участь радянський консул у Нью-Йорку Павло Михайлов, співачка Грейс Мур, актор Сем Джаффе і журналіст Ліланд Стоу, який під час війни працював кореспондентом у СРСР.

## Склади команд
Радянський Союз
Беззаперечним лідером збірної СРСР був Михайло Ботвинник — багаторазовий чемпіон СРСР і головний претендент на звання чемпіона світу. 2-гу і 3-тю шахівницю представляли, відповідно, Василь Смислов та Ісаак Болеславський. Смислов стабільно посідав найвищі місця на турнірах початку 1940-х, однак у першості країни 1945 року опустився в нижню половину таблиці. Болеславський став третім призером чемпіонату СРСР 1944 і другим призером 1945 року. Саломон Флор був одним із провідних гросмейстерів СРСР, 4-м призером у чемпіонаті-44, але наступного року не зміг завершити чемпіонат-45. Можна також відзначити наймолодшого основного гравця команди — Давида Бронштейна. Третє місце в чемпіонаті СРСР 1945 року було лише першим великим успіхом 21-річного майстра, тому через відсутність досвіду його поставили на останню шахівницю.
Номер гравця означає шахівницю. Додатково вказані призові місця в головних турнірах 1943—1945 років (чемпіонат СРСР із шахів, чемпіонат Москви із шахів та інші).
1. Михайло Ботвинник (Москва[13]) — переможець турніру у Свердловську 1943, перемога в чемпіонаті Москви 1943 (поза конкурсом), чемпіон СРСР 1944 і 1945 років
2. Василь Смислов (Москва) — 3-тє — 4-те місця в турнірі у Свердловську 1943, чемпіон Москви 1943 і 1944 років, 2-ге місце в чемпіонаті СРСР 1944
3. Ісаак Болеславський (Свердловськ) — 3-тє місце в чемпіонаті СРСР 1944, 2-ге місце в чемпіонаті СРСР 1945
4. Саломон Флор (Москва)
5. Олександр Котов (Москва)
6. Ігор Бондаревський (Москва)
7. Андре Лілієнталь (Москва) — 3-тє місце в чемпіонаті Москви 1944
8. В'ячеслав Рагозін (Москва) — 2-ге місце в чемпіонаті Москви 1944
9. Володимир Макогонов (Баку) — 2-ге місце в турнірі в Свердловську 1943
10. Давид Бронштейн (Сталінград) — 3-тє місце в чемпіонаті СРСР 1945 року

Запасні: Олександр Константинопольський, Віталій Чеховер, Петро Романовський.
Капітан: Віктор Герман — голова Шахової федерації СРСР.
До збірної не включено громадянина СРСР, естонця, Пауля Кереса. За ретроспективним рейтингом Chessmetrics у вересні 1945 року він був третім за силою шахістом світу, у майбутньому виграв чемпіонат СРСР 1947 року і здобув третє місце на турнірі за звання чемпіона світу 1948. Однак, за те, що 1941 року він не евакуювався в тил СРСР, а залишився в Естонії та брав участь у турнірах на німецькій території, після завершення війни шахіста внесли до переліку «ворогів радянської влади». Гросмейстеру не дозволили зіграти в першості СРСР 1945 року та престижному турнірі в Голландії 1946 року. Шахова влада не включила Кереса до збірної Радянського Союзу на матч з американцями, дозволивши тільки надіслати 10 листопада 1945 року телеграму заокеанським колегам із привітанням з нагоди першого післявоєнного американського турніру.
Сполучені Штати
США вирішили розташувати на першій шахівниці чемпіона країни 1944 року Арнольда Денкера. Визнані лідери американських шахів, які регулярно посідали призові місця в національних чемпіонатах — Самуель Решевський і Рубен Файн — змагалися, відповідно, за 2-ю і 3-ю шахівницями. Під питанням була спортивна форма 53-річного ветерана Абрагама Купчика на 9-й шахівниці, який уже кілька років не грав у серйозних турнірах.
Номер гравця означає шахівницю. Додатково вказані призові місця в головних турнірах 1943—1945 років (чемпіонат США із шахів, відкритий чемпіонат США із шахів, Панамериканський турнір та інші).
1. Арнольд Денкер (Нью-Йорк)[17] — чемпіон США 1944 року
2. Самуель Решевський (Нью-Йорк)[17] — переможець відкритого чемпіонату США 1944, переможець Панамериканського турніру 1945
3. Рубен Файн (Нью-Йорк)[17] — 2-ге місце в чемпіонаті США 1944, 2-ге місце в Панамериканському турнірі 1945
4. Ізраель Альберт Горовіц (Нью-Йорк)[17] — чемпіон штату Нью-Йорк 1943, переможець відкритого чемпіонату США 1943, 3-4-те місця в чемпіонаті США 1944
5. Айзек Кешден (Нью-Йорк)[17]
6. Герман Стайнер (Лос-Анджелес)[18] — 3-4-те місця в чемпіонаті США 1944
7. Альберт Пінкус (Нью-Йорк)[19]
8. Герберт Сейдмен (Нью-Йорк)[20]
9. Абрагам Купчик (Нью-Йорк)[17]
10. Ентоні Сантасьєр (Нью-Йорк)[21] — 2-ге місце у відкритому чемпіонаті США 1944, переможець відкритого чемпіонату США 1945 року

## Прогнози
Порівняння сил шахістів США і СРСР було вельми умовним, адже збірна Радянського Союзу ніколи не виступала в міжнародних змаганнях, а збірну США востаннє збирали разом для виступу на шаховій олімпіаді 1937 року. У СРСР навіть у воєнний час відбувались сильні турніри, значних успіхів у яких досягли представники нового покоління (Смислов, Болеславський і Бронштейн), тоді як у США не було молодих талантів такого рівня, а один із символів американських шахів, ветеран Френк Маршалл, помер 1944 року.
На думку шахового діяча і запасного гравця команди СРСР Петра Романовського, боротьба мала бути рівною з невеликою перевагою збірної Радянського Союзу. Навіть найоптимістичніші прогнози з радянського боку не передбачали перемоги більшої від 12:8. Водночас, з огляду на важливу пропагандистську складову, комуністичні чиновники очікували на впевнену перемогу радянських шахістів, адже в сталінські часи тільки з такими гарантіями партійне керівництво дозволило б проведення матчу.
На 1-й шахівниці чемпіон США Арнольд Денкер (який не мав досвіду міжнародних виступів) навряд чи міг щось протиставити призерові кількох міжнародних турнірів Михайлу Ботвиннику — багаторазовому чемпіону СРСР і претенденту на звання чемпіона світу. Натомість на 2-5-й шахівницях клас суперників був рівним.
В одній зі статей «Chess Review» висловлено думку, що в матчі на 100 шахівницях радянська команда розгромила б американську, але що менша кількість шахівниць, то більше шансів мають США. У Сполучених Штатах американську команду вважали фаворитом, хоча передбачали рівну боротьбу, де перевагу мали забезпечити досвідчені гросмейстери зі світовим ім'ям на 2-й і 3-й шахівницях: Самуїл Решевський і Рубен Файн. За словами Романовського, в СРСР мінімальну поразку молодих Василя Смислова і Ісаака Болеславського в сумі 1½:2½ на цих шахівницях не сприймали б як катастрофу, а нічию 2:2 вважали б гарним результатом.
На 4-й і 5-й шахівницях шанси Флора і Котова проти Горовіца і Кешдена вважали рівними.
На решті шахівниць гравці команди СРСР значно переважали суперників. Навіть останні троє основних учасників — Рагозін, Макогонов і Бронштейн — були гравцями міжнародного класу й могли підсилити будь-яку збірну світу.
У таблиці наведено місця у ретроспективному рейтингу Chessmetrics і вік учасників у вересні 1945 року. Тільки на двох шахівницях американці були молодшими від суперників (Денкер і Сейдмен) і тільки на одній переважали опонентів за рейтингом (Решевський).
|                     | № у світі | Вік | Вік | № у світі |                    |
| ------------------- | --------- | --- | --- | --------- | ------------------ |
| Михайло Ботвинник   | 1         | 34  | 31  | 52*       | Арнольд Денкер     |
| Василь Смислов      | 8         | 24  | 33  | 5         | Самуель Решевський |
| Ісаак Болеславський | 6         | 26  | 30  | 10        | Рубен Файн         |
| Саломон Флор        | 11        | 36  | 37  | 27        | Ал Горовіц         |
| Олександр Котов     | 12        | 32  | 39  | 36        | Айзек Кешден       |
| Ігор Бондаревський  | 21        | 32  | 40  | 71        | Герман Стайнер     |
| Андре Лілієнталь    | 17        | 34  | 42  | 65**      | Альберт Пінкус     |
| В'ячеслав Рагозін   | 20        | 36  | 24  | 122       | Герберт Сейдмен    |
| Володимир Макогонов | 7         | 41  | 53  | 69***     | Абрагам Купчик     |
| Давид Бронштейн     | 19        | 21  | 40  | 106       | Ентоні Сантасьєр   |

```
*січень 1946
**жовтень 1945
***грудень 1942
```

## Контроль часу і регламент

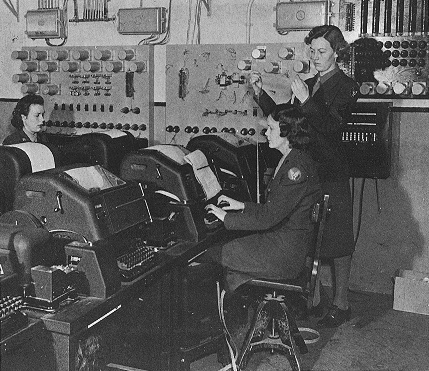
Типові телетайпи 1940-х років

Контроль часу встановили такий: 2½ години на 40 ходів і 1 годину на кожні наступні 16 ходів (чистий час, без урахування затримок на передачу ходів). Для передавання інформації використовували телетайп і азбуку Морзе, а для анотації ходів — код Удемана. У середньому для запису, перевірки, передачі та отримання кожного ходу потрібно було 5 хвилин. На той час ще не було розроблено детальних регламентів подібних матчів, через брак досвіду процес передавання ходів затягувався. Деякі шахісти прогулювалися, поки чекали на хід суперники прогулювались, а І. Болеславський читав книги («Острів скарбів» у першому турі та «Одноповерхова Америка» в другому).
У першому турі команда США грала білими на непарних шахівницях (1, 3, 5, 7, 9). У другому турі білими на непарних шахівницях грала команда СРСР. Початок гри:
- 1-й тур — 1 вересня о 10:00 за Нью-Йорком (північноамериканський східний час) та 16:00 за Москвою (московський час);
- Догравання 1-го туру — наступного дня о 17:00 за Москвою;
- 2-й тур — 3 вересня о 10:00 за Нью-Йорком та 16:00 за Москвою;

Пари на шахівницях зберігалися, тобто на кожній шахівниці суперники мали провести один проти одного 2 партії.
У Москві в ігровій залі повинен бути представник американської команди (ними стали містер Еймс і Е. Фрай), а в Нью-Йорку — представник радянської команди. Вони мали стежити за дотриманням регламенту та правил. Сторони також узгодили особу арбітра матчу. Ним погодився бути президент Британської шахової федерації Джоб Найтінґейл Дербішир.
Суддівська колегія в Москві: М. Зубарєв від СРСР, Е. Фрай від США та представник нейтральної сторони — британський дипломат Чарлз Ґ. Ґіффорд.

## Найкращі партії
|   | a | b | c | d | e | f | g | h |   |
| 8 | a8 чорна тура · d8 чорний ферзь · e8 чорний слон · f8 чорна тура · g8 чорний король · c7 чорний пішак · g7 чорний слон · h7 чорний пішак · a6 чорний пішак · c6 чорний пішак · d6 чорний кінь · c5 білий слон · f5 чорний пішак · a4 білий слон · f4 білий пішак · c3 білий кінь · a2 білий пішак · b2 білий пішак · f2 білий ферзь · g2 білий пішак · h2 білий пішак · d1 біла тура · e1 біла тура · g1 білий король | a8 чорна тура · d8 чорний ферзь · e8 чорний слон · f8 чорна тура · g8 чорний король · c7 чорний пішак · g7 чорний слон · h7 чорний пішак · a6 чорний пішак · c6 чорний пішак · d6 чорний кінь · c5 білий слон · f5 чорний пішак · a4 білий слон · f4 білий пішак · c3 білий кінь · a2 білий пішак · b2 білий пішак · f2 білий ферзь · g2 білий пішак · h2 білий пішак · d1 біла тура · e1 біла тура · g1 білий король | a8 чорна тура · d8 чорний ферзь · e8 чорний слон · f8 чорна тура · g8 чорний король · c7 чорний пішак · g7 чорний слон · h7 чорний пішак · a6 чорний пішак · c6 чорний пішак · d6 чорний кінь · c5 білий слон · f5 чорний пішак · a4 білий слон · f4 білий пішак · c3 білий кінь · a2 білий пішак · b2 білий пішак · f2 білий ферзь · g2 білий пішак · h2 білий пішак · d1 біла тура · e1 біла тура · g1 білий король | a8 чорна тура · d8 чорний ферзь · e8 чорний слон · f8 чорна тура · g8 чорний король · c7 чорний пішак · g7 чорний слон · h7 чорний пішак · a6 чорний пішак · c6 чорний пішак · d6 чорний кінь · c5 білий слон · f5 чорний пішак · a4 білий слон · f4 білий пішак · c3 білий кінь · a2 білий пішак · b2 білий пішак · f2 білий ферзь · g2 білий пішак · h2 білий пішак · d1 біла тура · e1 біла тура · g1 білий король | a8 чорна тура · d8 чорний ферзь · e8 чорний слон · f8 чорна тура · g8 чорний король · c7 чорний пішак · g7 чорний слон · h7 чорний пішак · a6 чорний пішак · c6 чорний пішак · d6 чорний кінь · c5 білий слон · f5 чорний пішак · a4 білий слон · f4 білий пішак · c3 білий кінь · a2 білий пішак · b2 білий пішак · f2 білий ферзь · g2 білий пішак · h2 білий пішак · d1 біла тура · e1 біла тура · g1 білий король | a8 чорна тура · d8 чорний ферзь · e8 чорний слон · f8 чорна тура · g8 чорний король · c7 чорний пішак · g7 чорний слон · h7 чорний пішак · a6 чорний пішак · c6 чорний пішак · d6 чорний кінь · c5 білий слон · f5 чорний пішак · a4 білий слон · f4 білий пішак · c3 білий кінь · a2 білий пішак · b2 білий пішак · f2 білий ферзь · g2 білий пішак · h2 білий пішак · d1 біла тура · e1 біла тура · g1 білий король | a8 чорна тура · d8 чорний ферзь · e8 чорний слон · f8 чорна тура · g8 чорний король · c7 чорний пішак · g7 чорний слон · h7 чорний пішак · a6 чорний пішак · c6 чорний пішак · d6 чорний кінь · c5 білий слон · f5 чорний пішак · a4 білий слон · f4 білий пішак · c3 білий кінь · a2 білий пішак · b2 білий пішак · f2 білий ферзь · g2 білий пішак · h2 білий пішак · d1 біла тура · e1 біла тура · g1 білий король | a8 чорна тура · d8 чорний ферзь · e8 чорний слон · f8 чорна тура · g8 чорний король · c7 чорний пішак · g7 чорний слон · h7 чорний пішак · a6 чорний пішак · c6 чорний пішак · d6 чорний кінь · c5 білий слон · f5 чорний пішак · a4 білий слон · f4 білий пішак · c3 білий кінь · a2 білий пішак · b2 білий пішак · f2 білий ферзь · g2 білий пішак · h2 білий пішак · d1 біла тура · e1 біла тура · g1 білий король | 8 |
| 7 | a8 чорна тура · d8 чорний ферзь · e8 чорний слон · f8 чорна тура · g8 чорний король · c7 чорний пішак · g7 чорний слон · h7 чорний пішак · a6 чорний пішак · c6 чорний пішак · d6 чорний кінь · c5 білий слон · f5 чорний пішак · a4 білий слон · f4 білий пішак · c3 білий кінь · a2 білий пішак · b2 білий пішак · f2 білий ферзь · g2 білий пішак · h2 білий пішак · d1 біла тура · e1 біла тура · g1 білий король | a8 чорна тура · d8 чорний ферзь · e8 чорний слон · f8 чорна тура · g8 чорний король · c7 чорний пішак · g7 чорний слон · h7 чорний пішак · a6 чорний пішак · c6 чорний пішак · d6 чорний кінь · c5 білий слон · f5 чорний пішак · a4 білий слон · f4 білий пішак · c3 білий кінь · a2 білий пішак · b2 білий пішак · f2 білий ферзь · g2 білий пішак · h2 білий пішак · d1 біла тура · e1 біла тура · g1 білий король | a8 чорна тура · d8 чорний ферзь · e8 чорний слон · f8 чорна тура · g8 чорний король · c7 чорний пішак · g7 чорний слон · h7 чорний пішак · a6 чорний пішак · c6 чорний пішак · d6 чорний кінь · c5 білий слон · f5 чорний пішак · a4 білий слон · f4 білий пішак · c3 білий кінь · a2 білий пішак · b2 білий пішак · f2 білий ферзь · g2 білий пішак · h2 білий пішак · d1 біла тура · e1 біла тура · g1 білий король | a8 чорна тура · d8 чорний ферзь · e8 чорний слон · f8 чорна тура · g8 чорний король · c7 чорний пішак · g7 чорний слон · h7 чорний пішак · a6 чорний пішак · c6 чорний пішак · d6 чорний кінь · c5 білий слон · f5 чорний пішак · a4 білий слон · f4 білий пішак · c3 білий кінь · a2 білий пішак · b2 білий пішак · f2 білий ферзь · g2 білий пішак · h2 білий пішак · d1 біла тура · e1 біла тура · g1 білий король | a8 чорна тура · d8 чорний ферзь · e8 чорний слон · f8 чорна тура · g8 чорний король · c7 чорний пішак · g7 чорний слон · h7 чорний пішак · a6 чорний пішак · c6 чорний пішак · d6 чорний кінь · c5 білий слон · f5 чорний пішак · a4 білий слон · f4 білий пішак · c3 білий кінь · a2 білий пішак · b2 білий пішак · f2 білий ферзь · g2 білий пішак · h2 білий пішак · d1 біла тура · e1 біла тура · g1 білий король | a8 чорна тура · d8 чорний ферзь · e8 чорний слон · f8 чорна тура · g8 чорний король · c7 чорний пішак · g7 чорний слон · h7 чорний пішак · a6 чорний пішак · c6 чорний пішак · d6 чорний кінь · c5 білий слон · f5 чорний пішак · a4 білий слон · f4 білий пішак · c3 білий кінь · a2 білий пішак · b2 білий пішак · f2 білий ферзь · g2 білий пішак · h2 білий пішак · d1 біла тура · e1 біла тура · g1 білий король | a8 чорна тура · d8 чорний ферзь · e8 чорний слон · f8 чорна тура · g8 чорний король · c7 чорний пішак · g7 чорний слон · h7 чорний пішак · a6 чорний пішак · c6 чорний пішак · d6 чорний кінь · c5 білий слон · f5 чорний пішак · a4 білий слон · f4 білий пішак · c3 білий кінь · a2 білий пішак · b2 білий пішак · f2 білий ферзь · g2 білий пішак · h2 білий пішак · d1 біла тура · e1 біла тура · g1 білий король | a8 чорна тура · d8 чорний ферзь · e8 чорний слон · f8 чорна тура · g8 чорний король · c7 чорний пішак · g7 чорний слон · h7 чорний пішак · a6 чорний пішак · c6 чорний пішак · d6 чорний кінь · c5 білий слон · f5 чорний пішак · a4 білий слон · f4 білий пішак · c3 білий кінь · a2 білий пішак · b2 білий пішак · f2 білий ферзь · g2 білий пішак · h2 білий пішак · d1 біла тура · e1 біла тура · g1 білий король | 7 |
| 6 | a8 чорна тура · d8 чорний ферзь · e8 чорний слон · f8 чорна тура · g8 чорний король · c7 чорний пішак · g7 чорний слон · h7 чорний пішак · a6 чорний пішак · c6 чорний пішак · d6 чорний кінь · c5 білий слон · f5 чорний пішак · a4 білий слон · f4 білий пішак · c3 білий кінь · a2 білий пішак · b2 білий пішак · f2 білий ферзь · g2 білий пішак · h2 білий пішак · d1 біла тура · e1 біла тура · g1 білий король | a8 чорна тура · d8 чорний ферзь · e8 чорний слон · f8 чорна тура · g8 чорний король · c7 чорний пішак · g7 чорний слон · h7 чорний пішак · a6 чорний пішак · c6 чорний пішак · d6 чорний кінь · c5 білий слон · f5 чорний пішак · a4 білий слон · f4 білий пішак · c3 білий кінь · a2 білий пішак · b2 білий пішак · f2 білий ферзь · g2 білий пішак · h2 білий пішак · d1 біла тура · e1 біла тура · g1 білий король | a8 чорна тура · d8 чорний ферзь · e8 чорний слон · f8 чорна тура · g8 чорний король · c7 чорний пішак · g7 чорний слон · h7 чорний пішак · a6 чорний пішак · c6 чорний пішак · d6 чорний кінь · c5 білий слон · f5 чорний пішак · a4 білий слон · f4 білий пішак · c3 білий кінь · a2 білий пішак · b2 білий пішак · f2 білий ферзь · g2 білий пішак · h2 білий пішак · d1 біла тура · e1 біла тура · g1 білий король | a8 чорна тура · d8 чорний ферзь · e8 чорний слон · f8 чорна тура · g8 чорний король · c7 чорний пішак · g7 чорний слон · h7 чорний пішак · a6 чорний пішак · c6 чорний пішак · d6 чорний кінь · c5 білий слон · f5 чорний пішак · a4 білий слон · f4 білий пішак · c3 білий кінь · a2 білий пішак · b2 білий пішак · f2 білий ферзь · g2 білий пішак · h2 білий пішак · d1 біла тура · e1 біла тура · g1 білий король | a8 чорна тура · d8 чорний ферзь · e8 чорний слон · f8 чорна тура · g8 чорний король · c7 чорний пішак · g7 чорний слон · h7 чорний пішак · a6 чорний пішак · c6 чорний пішак · d6 чорний кінь · c5 білий слон · f5 чорний пішак · a4 білий слон · f4 білий пішак · c3 білий кінь · a2 білий пішак · b2 білий пішак · f2 білий ферзь · g2 білий пішак · h2 білий пішак · d1 біла тура · e1 біла тура · g1 білий король | a8 чорна тура · d8 чорний ферзь · e8 чорний слон · f8 чорна тура · g8 чорний король · c7 чорний пішак · g7 чорний слон · h7 чорний пішак · a6 чорний пішак · c6 чорний пішак · d6 чорний кінь · c5 білий слон · f5 чорний пішак · a4 білий слон · f4 білий пішак · c3 білий кінь · a2 білий пішак · b2 білий пішак · f2 білий ферзь · g2 білий пішак · h2 білий пішак · d1 біла тура · e1 біла тура · g1 білий король | a8 чорна тура · d8 чорний ферзь · e8 чорний слон · f8 чорна тура · g8 чорний король · c7 чорний пішак · g7 чорний слон · h7 чорний пішак · a6 чорний пішак · c6 чорний пішак · d6 чорний кінь · c5 білий слон · f5 чорний пішак · a4 білий слон · f4 білий пішак · c3 білий кінь · a2 білий пішак · b2 білий пішак · f2 білий ферзь · g2 білий пішак · h2 білий пішак · d1 біла тура · e1 біла тура · g1 білий король | a8 чорна тура · d8 чорний ферзь · e8 чорний слон · f8 чорна тура · g8 чорний король · c7 чорний пішак · g7 чорний слон · h7 чорний пішак · a6 чорний пішак · c6 чорний пішак · d6 чорний кінь · c5 білий слон · f5 чорний пішак · a4 білий слон · f4 білий пішак · c3 білий кінь · a2 білий пішак · b2 білий пішак · f2 білий ферзь · g2 білий пішак · h2 білий пішак · d1 біла тура · e1 біла тура · g1 білий король | 6 |
| 5 | a8 чорна тура · d8 чорний ферзь · e8 чорний слон · f8 чорна тура · g8 чорний король · c7 чорний пішак · g7 чорний слон · h7 чорний пішак · a6 чорний пішак · c6 чорний пішак · d6 чорний кінь · c5 білий слон · f5 чорний пішак · a4 білий слон · f4 білий пішак · c3 білий кінь · a2 білий пішак · b2 білий пішак · f2 білий ферзь · g2 білий пішак · h2 білий пішак · d1 біла тура · e1 біла тура · g1 білий король | a8 чорна тура · d8 чорний ферзь · e8 чорний слон · f8 чорна тура · g8 чорний король · c7 чорний пішак · g7 чорний слон · h7 чорний пішак · a6 чорний пішак · c6 чорний пішак · d6 чорний кінь · c5 білий слон · f5 чорний пішак · a4 білий слон · f4 білий пішак · c3 білий кінь · a2 білий пішак · b2 білий пішак · f2 білий ферзь · g2 білий пішак · h2 білий пішак · d1 біла тура · e1 біла тура · g1 білий король | a8 чорна тура · d8 чорний ферзь · e8 чорний слон · f8 чорна тура · g8 чорний король · c7 чорний пішак · g7 чорний слон · h7 чорний пішак · a6 чорний пішак · c6 чорний пішак · d6 чорний кінь · c5 білий слон · f5 чорний пішак · a4 білий слон · f4 білий пішак · c3 білий кінь · a2 білий пішак · b2 білий пішак · f2 білий ферзь · g2 білий пішак · h2 білий пішак · d1 біла тура · e1 біла тура · g1 білий король | a8 чорна тура · d8 чорний ферзь · e8 чорний слон · f8 чорна тура · g8 чорний король · c7 чорний пішак · g7 чорний слон · h7 чорний пішак · a6 чорний пішак · c6 чорний пішак · d6 чорний кінь · c5 білий слон · f5 чорний пішак · a4 білий слон · f4 білий пішак · c3 білий кінь · a2 білий пішак · b2 білий пішак · f2 білий ферзь · g2 білий пішак · h2 білий пішак · d1 біла тура · e1 біла тура · g1 білий король | a8 чорна тура · d8 чорний ферзь · e8 чорний слон · f8 чорна тура · g8 чорний король · c7 чорний пішак · g7 чорний слон · h7 чорний пішак · a6 чорний пішак · c6 чорний пішак · d6 чорний кінь · c5 білий слон · f5 чорний пішак · a4 білий слон · f4 білий пішак · c3 білий кінь · a2 білий пішак · b2 білий пішак · f2 білий ферзь · g2 білий пішак · h2 білий пішак · d1 біла тура · e1 біла тура · g1 білий король | a8 чорна тура · d8 чорний ферзь · e8 чорний слон · f8 чорна тура · g8 чорний король · c7 чорний пішак · g7 чорний слон · h7 чорний пішак · a6 чорний пішак · c6 чорний пішак · d6 чорний кінь · c5 білий слон · f5 чорний пішак · a4 білий слон · f4 білий пішак · c3 білий кінь · a2 білий пішак · b2 білий пішак · f2 білий ферзь · g2 білий пішак · h2 білий пішак · d1 біла тура · e1 біла тура · g1 білий король | a8 чорна тура · d8 чорний ферзь · e8 чорний слон · f8 чорна тура · g8 чорний король · c7 чорний пішак · g7 чорний слон · h7 чорний пішак · a6 чорний пішак · c6 чорний пішак · d6 чорний кінь · c5 білий слон · f5 чорний пішак · a4 білий слон · f4 білий пішак · c3 білий кінь · a2 білий пішак · b2 білий пішак · f2 білий ферзь · g2 білий пішак · h2 білий пішак · d1 біла тура · e1 біла тура · g1 білий король | a8 чорна тура · d8 чорний ферзь · e8 чорний слон · f8 чорна тура · g8 чорний король · c7 чорний пішак · g7 чорний слон · h7 чорний пішак · a6 чорний пішак · c6 чорний пішак · d6 чорний кінь · c5 білий слон · f5 чорний пішак · a4 білий слон · f4 білий пішак · c3 білий кінь · a2 білий пішак · b2 білий пішак · f2 білий ферзь · g2 білий пішак · h2 білий пішак · d1 біла тура · e1 біла тура · g1 білий король | 5 |
| 4 | a8 чорна тура · d8 чорний ферзь · e8 чорний слон · f8 чорна тура · g8 чорний король · c7 чорний пішак · g7 чорний слон · h7 чорний пішак · a6 чорний пішак · c6 чорний пішак · d6 чорний кінь · c5 білий слон · f5 чорний пішак · a4 білий слон · f4 білий пішак · c3 білий кінь · a2 білий пішак · b2 білий пішак · f2 білий ферзь · g2 білий пішак · h2 білий пішак · d1 біла тура · e1 біла тура · g1 білий король | a8 чорна тура · d8 чорний ферзь · e8 чорний слон · f8 чорна тура · g8 чорний король · c7 чорний пішак · g7 чорний слон · h7 чорний пішак · a6 чорний пішак · c6 чорний пішак · d6 чорний кінь · c5 білий слон · f5 чорний пішак · a4 білий слон · f4 білий пішак · c3 білий кінь · a2 білий пішак · b2 білий пішак · f2 білий ферзь · g2 білий пішак · h2 білий пішак · d1 біла тура · e1 біла тура · g1 білий король | a8 чорна тура · d8 чорний ферзь · e8 чорний слон · f8 чорна тура · g8 чорний король · c7 чорний пішак · g7 чорний слон · h7 чорний пішак · a6 чорний пішак · c6 чорний пішак · d6 чорний кінь · c5 білий слон · f5 чорний пішак · a4 білий слон · f4 білий пішак · c3 білий кінь · a2 білий пішак · b2 білий пішак · f2 білий ферзь · g2 білий пішак · h2 білий пішак · d1 біла тура · e1 біла тура · g1 білий король | a8 чорна тура · d8 чорний ферзь · e8 чорний слон · f8 чорна тура · g8 чорний король · c7 чорний пішак · g7 чорний слон · h7 чорний пішак · a6 чорний пішак · c6 чорний пішак · d6 чорний кінь · c5 білий слон · f5 чорний пішак · a4 білий слон · f4 білий пішак · c3 білий кінь · a2 білий пішак · b2 білий пішак · f2 білий ферзь · g2 білий пішак · h2 білий пішак · d1 біла тура · e1 біла тура · g1 білий король | a8 чорна тура · d8 чорний ферзь · e8 чорний слон · f8 чорна тура · g8 чорний король · c7 чорний пішак · g7 чорний слон · h7 чорний пішак · a6 чорний пішак · c6 чорний пішак · d6 чорний кінь · c5 білий слон · f5 чорний пішак · a4 білий слон · f4 білий пішак · c3 білий кінь · a2 білий пішак · b2 білий пішак · f2 білий ферзь · g2 білий пішак · h2 білий пішак · d1 біла тура · e1 біла тура · g1 білий король | a8 чорна тура · d8 чорний ферзь · e8 чорний слон · f8 чорна тура · g8 чорний король · c7 чорний пішак · g7 чорний слон · h7 чорний пішак · a6 чорний пішак · c6 чорний пішак · d6 чорний кінь · c5 білий слон · f5 чорний пішак · a4 білий слон · f4 білий пішак · c3 білий кінь · a2 білий пішак · b2 білий пішак · f2 білий ферзь · g2 білий пішак · h2 білий пішак · d1 біла тура · e1 біла тура · g1 білий король | a8 чорна тура · d8 чорний ферзь · e8 чорний слон · f8 чорна тура · g8 чорний король · c7 чорний пішак · g7 чорний слон · h7 чорний пішак · a6 чорний пішак · c6 чорний пішак · d6 чорний кінь · c5 білий слон · f5 чорний пішак · a4 білий слон · f4 білий пішак · c3 білий кінь · a2 білий пішак · b2 білий пішак · f2 білий ферзь · g2 білий пішак · h2 білий пішак · d1 біла тура · e1 біла тура · g1 білий король | a8 чорна тура · d8 чорний ферзь · e8 чорний слон · f8 чорна тура · g8 чорний король · c7 чорний пішак · g7 чорний слон · h7 чорний пішак · a6 чорний пішак · c6 чорний пішак · d6 чорний кінь · c5 білий слон · f5 чорний пішак · a4 білий слон · f4 білий пішак · c3 білий кінь · a2 білий пішак · b2 білий пішак · f2 білий ферзь · g2 білий пішак · h2 білий пішак · d1 біла тура · e1 біла тура · g1 білий король | 4 |
| 3 | a8 чорна тура · d8 чорний ферзь · e8 чорний слон · f8 чорна тура · g8 чорний король · c7 чорний пішак · g7 чорний слон · h7 чорний пішак · a6 чорний пішак · c6 чорний пішак · d6 чорний кінь · c5 білий слон · f5 чорний пішак · a4 білий слон · f4 білий пішак · c3 білий кінь · a2 білий пішак · b2 білий пішак · f2 білий ферзь · g2 білий пішак · h2 білий пішак · d1 біла тура · e1 біла тура · g1 білий король | a8 чорна тура · d8 чорний ферзь · e8 чорний слон · f8 чорна тура · g8 чорний король · c7 чорний пішак · g7 чорний слон · h7 чорний пішак · a6 чорний пішак · c6 чорний пішак · d6 чорний кінь · c5 білий слон · f5 чорний пішак · a4 білий слон · f4 білий пішак · c3 білий кінь · a2 білий пішак · b2 білий пішак · f2 білий ферзь · g2 білий пішак · h2 білий пішак · d1 біла тура · e1 біла тура · g1 білий король | a8 чорна тура · d8 чорний ферзь · e8 чорний слон · f8 чорна тура · g8 чорний король · c7 чорний пішак · g7 чорний слон · h7 чорний пішак · a6 чорний пішак · c6 чорний пішак · d6 чорний кінь · c5 білий слон · f5 чорний пішак · a4 білий слон · f4 білий пішак · c3 білий кінь · a2 білий пішак · b2 білий пішак · f2 білий ферзь · g2 білий пішак · h2 білий пішак · d1 біла тура · e1 біла тура · g1 білий король | a8 чорна тура · d8 чорний ферзь · e8 чорний слон · f8 чорна тура · g8 чорний король · c7 чорний пішак · g7 чорний слон · h7 чорний пішак · a6 чорний пішак · c6 чорний пішак · d6 чорний кінь · c5 білий слон · f5 чорний пішак · a4 білий слон · f4 білий пішак · c3 білий кінь · a2 білий пішак · b2 білий пішак · f2 білий ферзь · g2 білий пішак · h2 білий пішак · d1 біла тура · e1 біла тура · g1 білий король | a8 чорна тура · d8 чорний ферзь · e8 чорний слон · f8 чорна тура · g8 чорний король · c7 чорний пішак · g7 чорний слон · h7 чорний пішак · a6 чорний пішак · c6 чорний пішак · d6 чорний кінь · c5 білий слон · f5 чорний пішак · a4 білий слон · f4 білий пішак · c3 білий кінь · a2 білий пішак · b2 білий пішак · f2 білий ферзь · g2 білий пішак · h2 білий пішак · d1 біла тура · e1 біла тура · g1 білий король | a8 чорна тура · d8 чорний ферзь · e8 чорний слон · f8 чорна тура · g8 чорний король · c7 чорний пішак · g7 чорний слон · h7 чорний пішак · a6 чорний пішак · c6 чорний пішак · d6 чорний кінь · c5 білий слон · f5 чорний пішак · a4 білий слон · f4 білий пішак · c3 білий кінь · a2 білий пішак · b2 білий пішак · f2 білий ферзь · g2 білий пішак · h2 білий пішак · d1 біла тура · e1 біла тура · g1 білий король | a8 чорна тура · d8 чорний ферзь · e8 чорний слон · f8 чорна тура · g8 чорний король · c7 чорний пішак · g7 чорний слон · h7 чорний пішак · a6 чорний пішак · c6 чорний пішак · d6 чорний кінь · c5 білий слон · f5 чорний пішак · a4 білий слон · f4 білий пішак · c3 білий кінь · a2 білий пішак · b2 білий пішак · f2 білий ферзь · g2 білий пішак · h2 білий пішак · d1 біла тура · e1 біла тура · g1 білий король | a8 чорна тура · d8 чорний ферзь · e8 чорний слон · f8 чорна тура · g8 чорний король · c7 чорний пішак · g7 чорний слон · h7 чорний пішак · a6 чорний пішак · c6 чорний пішак · d6 чорний кінь · c5 білий слон · f5 чорний пішак · a4 білий слон · f4 білий пішак · c3 білий кінь · a2 білий пішак · b2 білий пішак · f2 білий ферзь · g2 білий пішак · h2 білий пішак · d1 біла тура · e1 біла тура · g1 білий король | 3 |
| 2 | a8 чорна тура · d8 чорний ферзь · e8 чорний слон · f8 чорна тура · g8 чорний король · c7 чорний пішак · g7 чорний слон · h7 чорний пішак · a6 чорний пішак · c6 чорний пішак · d6 чорний кінь · c5 білий слон · f5 чорний пішак · a4 білий слон · f4 білий пішак · c3 білий кінь · a2 білий пішак · b2 білий пішак · f2 білий ферзь · g2 білий пішак · h2 білий пішак · d1 біла тура · e1 біла тура · g1 білий король | a8 чорна тура · d8 чорний ферзь · e8 чорний слон · f8 чорна тура · g8 чорний король · c7 чорний пішак · g7 чорний слон · h7 чорний пішак · a6 чорний пішак · c6 чорний пішак · d6 чорний кінь · c5 білий слон · f5 чорний пішак · a4 білий слон · f4 білий пішак · c3 білий кінь · a2 білий пішак · b2 білий пішак · f2 білий ферзь · g2 білий пішак · h2 білий пішак · d1 біла тура · e1 біла тура · g1 білий король | a8 чорна тура · d8 чорний ферзь · e8 чорний слон · f8 чорна тура · g8 чорний король · c7 чорний пішак · g7 чорний слон · h7 чорний пішак · a6 чорний пішак · c6 чорний пішак · d6 чорний кінь · c5 білий слон · f5 чорний пішак · a4 білий слон · f4 білий пішак · c3 білий кінь · a2 білий пішак · b2 білий пішак · f2 білий ферзь · g2 білий пішак · h2 білий пішак · d1 біла тура · e1 біла тура · g1 білий король | a8 чорна тура · d8 чорний ферзь · e8 чорний слон · f8 чорна тура · g8 чорний король · c7 чорний пішак · g7 чорний слон · h7 чорний пішак · a6 чорний пішак · c6 чорний пішак · d6 чорний кінь · c5 білий слон · f5 чорний пішак · a4 білий слон · f4 білий пішак · c3 білий кінь · a2 білий пішак · b2 білий пішак · f2 білий ферзь · g2 білий пішак · h2 білий пішак · d1 біла тура · e1 біла тура · g1 білий король | a8 чорна тура · d8 чорний ферзь · e8 чорний слон · f8 чорна тура · g8 чорний король · c7 чорний пішак · g7 чорний слон · h7 чорний пішак · a6 чорний пішак · c6 чорний пішак · d6 чорний кінь · c5 білий слон · f5 чорний пішак · a4 білий слон · f4 білий пішак · c3 білий кінь · a2 білий пішак · b2 білий пішак · f2 білий ферзь · g2 білий пішак · h2 білий пішак · d1 біла тура · e1 біла тура · g1 білий король | a8 чорна тура · d8 чорний ферзь · e8 чорний слон · f8 чорна тура · g8 чорний король · c7 чорний пішак · g7 чорний слон · h7 чорний пішак · a6 чорний пішак · c6 чорний пішак · d6 чорний кінь · c5 білий слон · f5 чорний пішак · a4 білий слон · f4 білий пішак · c3 білий кінь · a2 білий пішак · b2 білий пішак · f2 білий ферзь · g2 білий пішак · h2 білий пішак · d1 біла тура · e1 біла тура · g1 білий король | a8 чорна тура · d8 чорний ферзь · e8 чорний слон · f8 чорна тура · g8 чорний король · c7 чорний пішак · g7 чорний слон · h7 чорний пішак · a6 чорний пішак · c6 чорний пішак · d6 чорний кінь · c5 білий слон · f5 чорний пішак · a4 білий слон · f4 білий пішак · c3 білий кінь · a2 білий пішак · b2 білий пішак · f2 білий ферзь · g2 білий пішак · h2 білий пішак · d1 біла тура · e1 біла тура · g1 білий король | a8 чорна тура · d8 чорний ферзь · e8 чорний слон · f8 чорна тура · g8 чорний король · c7 чорний пішак · g7 чорний слон · h7 чорний пішак · a6 чорний пішак · c6 чорний пішак · d6 чорний кінь · c5 білий слон · f5 чорний пішак · a4 білий слон · f4 білий пішак · c3 білий кінь · a2 білий пішак · b2 білий пішак · f2 білий ферзь · g2 білий пішак · h2 білий пішак · d1 біла тура · e1 біла тура · g1 білий король | 2 |
| 1 | a8 чорна тура · d8 чорний ферзь · e8 чорний слон · f8 чорна тура · g8 чорний король · c7 чорний пішак · g7 чорний слон · h7 чорний пішак · a6 чорний пішак · c6 чорний пішак · d6 чорний кінь · c5 білий слон · f5 чорний пішак · a4 білий слон · f4 білий пішак · c3 білий кінь · a2 білий пішак · b2 білий пішак · f2 білий ферзь · g2 білий пішак · h2 білий пішак · d1 біла тура · e1 біла тура · g1 білий король | a8 чорна тура · d8 чорний ферзь · e8 чорний слон · f8 чорна тура · g8 чорний король · c7 чорний пішак · g7 чорний слон · h7 чорний пішак · a6 чорний пішак · c6 чорний пішак · d6 чорний кінь · c5 білий слон · f5 чорний пішак · a4 білий слон · f4 білий пішак · c3 білий кінь · a2 білий пішак · b2 білий пішак · f2 білий ферзь · g2 білий пішак · h2 білий пішак · d1 біла тура · e1 біла тура · g1 білий король | a8 чорна тура · d8 чорний ферзь · e8 чорний слон · f8 чорна тура · g8 чорний король · c7 чорний пішак · g7 чорний слон · h7 чорний пішак · a6 чорний пішак · c6 чорний пішак · d6 чорний кінь · c5 білий слон · f5 чорний пішак · a4 білий слон · f4 білий пішак · c3 білий кінь · a2 білий пішак · b2 білий пішак · f2 білий ферзь · g2 білий пішак · h2 білий пішак · d1 біла тура · e1 біла тура · g1 білий король | a8 чорна тура · d8 чорний ферзь · e8 чорний слон · f8 чорна тура · g8 чорний король · c7 чорний пішак · g7 чорний слон · h7 чорний пішак · a6 чорний пішак · c6 чорний пішак · d6 чорний кінь · c5 білий слон · f5 чорний пішак · a4 білий слон · f4 білий пішак · c3 білий кінь · a2 білий пішак · b2 білий пішак · f2 білий ферзь · g2 білий пішак · h2 білий пішак · d1 біла тура · e1 біла тура · g1 білий король | a8 чорна тура · d8 чорний ферзь · e8 чорний слон · f8 чорна тура · g8 чорний король · c7 чорний пішак · g7 чорний слон · h7 чорний пішак · a6 чорний пішак · c6 чорний пішак · d6 чорний кінь · c5 білий слон · f5 чорний пішак · a4 білий слон · f4 білий пішак · c3 білий кінь · a2 білий пішак · b2 білий пішак · f2 білий ферзь · g2 білий пішак · h2 білий пішак · d1 біла тура · e1 біла тура · g1 білий король | a8 чорна тура · d8 чорний ферзь · e8 чорний слон · f8 чорна тура · g8 чорний король · c7 чорний пішак · g7 чорний слон · h7 чорний пішак · a6 чорний пішак · c6 чорний пішак · d6 чорний кінь · c5 білий слон · f5 чорний пішак · a4 білий слон · f4 білий пішак · c3 білий кінь · a2 білий пішак · b2 білий пішак · f2 білий ферзь · g2 білий пішак · h2 білий пішак · d1 біла тура · e1 біла тура · g1 білий король | a8 чорна тура · d8 чорний ферзь · e8 чорний слон · f8 чорна тура · g8 чорний король · c7 чорний пішак · g7 чорний слон · h7 чорний пішак · a6 чорний пішак · c6 чорний пішак · d6 чорний кінь · c5 білий слон · f5 чорний пішак · a4 білий слон · f4 білий пішак · c3 білий кінь · a2 білий пішак · b2 білий пішак · f2 білий ферзь · g2 білий пішак · h2 білий пішак · d1 біла тура · e1 біла тура · g1 білий король | a8 чорна тура · d8 чорний ферзь · e8 чорний слон · f8 чорна тура · g8 чорний король · c7 чорний пішак · g7 чорний слон · h7 чорний пішак · a6 чорний пішак · c6 чорний пішак · d6 чорний кінь · c5 білий слон · f5 чорний пішак · a4 білий слон · f4 білий пішак · c3 білий кінь · a2 білий пішак · b2 білий пішак · f2 білий ферзь · g2 білий пішак · h2 білий пішак · d1 біла тура · e1 біла тура · g1 білий король | 1 |
|   | a | b | c | d | e | f | g | h |   |

позиція після 25. Кg3-f5!
|   | a | b | c | d | e | f | g | h |   |
| 8 | a8 чорна тура · e8 чорний король · f8 чорний слон · b7 чорний пішак · f7 чорний пішак · c6 чорний пішак · e6 чорний ферзь · f6 чорний кінь · h6 чорний пішак · a5 чорний пішак · e5 чорний пішак · f5 білий кінь · h5 білий пішак · a4 білий пішак · g4 чорна тура · c3 білий пішак · e3 білий слон · f3 білий ферзь · b2 білий пішак · d2 біла тура · f2 білий пішак · g2 білий пішак · d1 біла тура · g1 білий король | a8 чорна тура · e8 чорний король · f8 чорний слон · b7 чорний пішак · f7 чорний пішак · c6 чорний пішак · e6 чорний ферзь · f6 чорний кінь · h6 чорний пішак · a5 чорний пішак · e5 чорний пішак · f5 білий кінь · h5 білий пішак · a4 білий пішак · g4 чорна тура · c3 білий пішак · e3 білий слон · f3 білий ферзь · b2 білий пішак · d2 біла тура · f2 білий пішак · g2 білий пішак · d1 біла тура · g1 білий король | a8 чорна тура · e8 чорний король · f8 чорний слон · b7 чорний пішак · f7 чорний пішак · c6 чорний пішак · e6 чорний ферзь · f6 чорний кінь · h6 чорний пішак · a5 чорний пішак · e5 чорний пішак · f5 білий кінь · h5 білий пішак · a4 білий пішак · g4 чорна тура · c3 білий пішак · e3 білий слон · f3 білий ферзь · b2 білий пішак · d2 біла тура · f2 білий пішак · g2 білий пішак · d1 біла тура · g1 білий король | a8 чорна тура · e8 чорний король · f8 чорний слон · b7 чорний пішак · f7 чорний пішак · c6 чорний пішак · e6 чорний ферзь · f6 чорний кінь · h6 чорний пішак · a5 чорний пішак · e5 чорний пішак · f5 білий кінь · h5 білий пішак · a4 білий пішак · g4 чорна тура · c3 білий пішак · e3 білий слон · f3 білий ферзь · b2 білий пішак · d2 біла тура · f2 білий пішак · g2 білий пішак · d1 біла тура · g1 білий король | a8 чорна тура · e8 чорний король · f8 чорний слон · b7 чорний пішак · f7 чорний пішак · c6 чорний пішак · e6 чорний ферзь · f6 чорний кінь · h6 чорний пішак · a5 чорний пішак · e5 чорний пішак · f5 білий кінь · h5 білий пішак · a4 білий пішак · g4 чорна тура · c3 білий пішак · e3 білий слон · f3 білий ферзь · b2 білий пішак · d2 біла тура · f2 білий пішак · g2 білий пішак · d1 біла тура · g1 білий король | a8 чорна тура · e8 чорний король · f8 чорний слон · b7 чорний пішак · f7 чорний пішак · c6 чорний пішак · e6 чорний ферзь · f6 чорний кінь · h6 чорний пішак · a5 чорний пішак · e5 чорний пішак · f5 білий кінь · h5 білий пішак · a4 білий пішак · g4 чорна тура · c3 білий пішак · e3 білий слон · f3 білий ферзь · b2 білий пішак · d2 біла тура · f2 білий пішак · g2 білий пішак · d1 біла тура · g1 білий король | a8 чорна тура · e8 чорний король · f8 чорний слон · b7 чорний пішак · f7 чорний пішак · c6 чорний пішак · e6 чорний ферзь · f6 чорний кінь · h6 чорний пішак · a5 чорний пішак · e5 чорний пішак · f5 білий кінь · h5 білий пішак · a4 білий пішак · g4 чорна тура · c3 білий пішак · e3 білий слон · f3 білий ферзь · b2 білий пішак · d2 біла тура · f2 білий пішак · g2 білий пішак · d1 біла тура · g1 білий король | a8 чорна тура · e8 чорний король · f8 чорний слон · b7 чорний пішак · f7 чорний пішак · c6 чорний пішак · e6 чорний ферзь · f6 чорний кінь · h6 чорний пішак · a5 чорний пішак · e5 чорний пішак · f5 білий кінь · h5 білий пішак · a4 білий пішак · g4 чорна тура · c3 білий пішак · e3 білий слон · f3 білий ферзь · b2 білий пішак · d2 біла тура · f2 білий пішак · g2 білий пішак · d1 біла тура · g1 білий король | 8 |
| 7 | a8 чорна тура · e8 чорний король · f8 чорний слон · b7 чорний пішак · f7 чорний пішак · c6 чорний пішак · e6 чорний ферзь · f6 чорний кінь · h6 чорний пішак · a5 чорний пішак · e5 чорний пішак · f5 білий кінь · h5 білий пішак · a4 білий пішак · g4 чорна тура · c3 білий пішак · e3 білий слон · f3 білий ферзь · b2 білий пішак · d2 біла тура · f2 білий пішак · g2 білий пішак · d1 біла тура · g1 білий король | a8 чорна тура · e8 чорний король · f8 чорний слон · b7 чорний пішак · f7 чорний пішак · c6 чорний пішак · e6 чорний ферзь · f6 чорний кінь · h6 чорний пішак · a5 чорний пішак · e5 чорний пішак · f5 білий кінь · h5 білий пішак · a4 білий пішак · g4 чорна тура · c3 білий пішак · e3 білий слон · f3 білий ферзь · b2 білий пішак · d2 біла тура · f2 білий пішак · g2 білий пішак · d1 біла тура · g1 білий король | a8 чорна тура · e8 чорний король · f8 чорний слон · b7 чорний пішак · f7 чорний пішак · c6 чорний пішак · e6 чорний ферзь · f6 чорний кінь · h6 чорний пішак · a5 чорний пішак · e5 чорний пішак · f5 білий кінь · h5 білий пішак · a4 білий пішак · g4 чорна тура · c3 білий пішак · e3 білий слон · f3 білий ферзь · b2 білий пішак · d2 біла тура · f2 білий пішак · g2 білий пішак · d1 біла тура · g1 білий король | a8 чорна тура · e8 чорний король · f8 чорний слон · b7 чорний пішак · f7 чорний пішак · c6 чорний пішак · e6 чорний ферзь · f6 чорний кінь · h6 чорний пішак · a5 чорний пішак · e5 чорний пішак · f5 білий кінь · h5 білий пішак · a4 білий пішак · g4 чорна тура · c3 білий пішак · e3 білий слон · f3 білий ферзь · b2 білий пішак · d2 біла тура · f2 білий пішак · g2 білий пішак · d1 біла тура · g1 білий король | a8 чорна тура · e8 чорний король · f8 чорний слон · b7 чорний пішак · f7 чорний пішак · c6 чорний пішак · e6 чорний ферзь · f6 чорний кінь · h6 чорний пішак · a5 чорний пішак · e5 чорний пішак · f5 білий кінь · h5 білий пішак · a4 білий пішак · g4 чорна тура · c3 білий пішак · e3 білий слон · f3 білий ферзь · b2 білий пішак · d2 біла тура · f2 білий пішак · g2 білий пішак · d1 біла тура · g1 білий король | a8 чорна тура · e8 чорний король · f8 чорний слон · b7 чорний пішак · f7 чорний пішак · c6 чорний пішак · e6 чорний ферзь · f6 чорний кінь · h6 чорний пішак · a5 чорний пішак · e5 чорний пішак · f5 білий кінь · h5 білий пішак · a4 білий пішак · g4 чорна тура · c3 білий пішак · e3 білий слон · f3 білий ферзь · b2 білий пішак · d2 біла тура · f2 білий пішак · g2 білий пішак · d1 біла тура · g1 білий король | a8 чорна тура · e8 чорний король · f8 чорний слон · b7 чорний пішак · f7 чорний пішак · c6 чорний пішак · e6 чорний ферзь · f6 чорний кінь · h6 чорний пішак · a5 чорний пішак · e5 чорний пішак · f5 білий кінь · h5 білий пішак · a4 білий пішак · g4 чорна тура · c3 білий пішак · e3 білий слон · f3 білий ферзь · b2 білий пішак · d2 біла тура · f2 білий пішак · g2 білий пішак · d1 біла тура · g1 білий король | a8 чорна тура · e8 чорний король · f8 чорний слон · b7 чорний пішак · f7 чорний пішак · c6 чорний пішак · e6 чорний ферзь · f6 чорний кінь · h6 чорний пішак · a5 чорний пішак · e5 чорний пішак · f5 білий кінь · h5 білий пішак · a4 білий пішак · g4 чорна тура · c3 білий пішак · e3 білий слон · f3 білий ферзь · b2 білий пішак · d2 біла тура · f2 білий пішак · g2 білий пішак · d1 біла тура · g1 білий король | 7 |
| 6 | a8 чорна тура · e8 чорний король · f8 чорний слон · b7 чорний пішак · f7 чорний пішак · c6 чорний пішак · e6 чорний ферзь · f6 чорний кінь · h6 чорний пішак · a5 чорний пішак · e5 чорний пішак · f5 білий кінь · h5 білий пішак · a4 білий пішак · g4 чорна тура · c3 білий пішак · e3 білий слон · f3 білий ферзь · b2 білий пішак · d2 біла тура · f2 білий пішак · g2 білий пішак · d1 біла тура · g1 білий король | a8 чорна тура · e8 чорний король · f8 чорний слон · b7 чорний пішак · f7 чорний пішак · c6 чорний пішак · e6 чорний ферзь · f6 чорний кінь · h6 чорний пішак · a5 чорний пішак · e5 чорний пішак · f5 білий кінь · h5 білий пішак · a4 білий пішак · g4 чорна тура · c3 білий пішак · e3 білий слон · f3 білий ферзь · b2 білий пішак · d2 біла тура · f2 білий пішак · g2 білий пішак · d1 біла тура · g1 білий король | a8 чорна тура · e8 чорний король · f8 чорний слон · b7 чорний пішак · f7 чорний пішак · c6 чорний пішак · e6 чорний ферзь · f6 чорний кінь · h6 чорний пішак · a5 чорний пішак · e5 чорний пішак · f5 білий кінь · h5 білий пішак · a4 білий пішак · g4 чорна тура · c3 білий пішак · e3 білий слон · f3 білий ферзь · b2 білий пішак · d2 біла тура · f2 білий пішак · g2 білий пішак · d1 біла тура · g1 білий король | a8 чорна тура · e8 чорний король · f8 чорний слон · b7 чорний пішак · f7 чорний пішак · c6 чорний пішак · e6 чорний ферзь · f6 чорний кінь · h6 чорний пішак · a5 чорний пішак · e5 чорний пішак · f5 білий кінь · h5 білий пішак · a4 білий пішак · g4 чорна тура · c3 білий пішак · e3 білий слон · f3 білий ферзь · b2 білий пішак · d2 біла тура · f2 білий пішак · g2 білий пішак · d1 біла тура · g1 білий король | a8 чорна тура · e8 чорний король · f8 чорний слон · b7 чорний пішак · f7 чорний пішак · c6 чорний пішак · e6 чорний ферзь · f6 чорний кінь · h6 чорний пішак · a5 чорний пішак · e5 чорний пішак · f5 білий кінь · h5 білий пішак · a4 білий пішак · g4 чорна тура · c3 білий пішак · e3 білий слон · f3 білий ферзь · b2 білий пішак · d2 біла тура · f2 білий пішак · g2 білий пішак · d1 біла тура · g1 білий король | a8 чорна тура · e8 чорний король · f8 чорний слон · b7 чорний пішак · f7 чорний пішак · c6 чорний пішак · e6 чорний ферзь · f6 чорний кінь · h6 чорний пішак · a5 чорний пішак · e5 чорний пішак · f5 білий кінь · h5 білий пішак · a4 білий пішак · g4 чорна тура · c3 білий пішак · e3 білий слон · f3 білий ферзь · b2 білий пішак · d2 біла тура · f2 білий пішак · g2 білий пішак · d1 біла тура · g1 білий король | a8 чорна тура · e8 чорний король · f8 чорний слон · b7 чорний пішак · f7 чорний пішак · c6 чорний пішак · e6 чорний ферзь · f6 чорний кінь · h6 чорний пішак · a5 чорний пішак · e5 чорний пішак · f5 білий кінь · h5 білий пішак · a4 білий пішак · g4 чорна тура · c3 білий пішак · e3 білий слон · f3 білий ферзь · b2 білий пішак · d2 біла тура · f2 білий пішак · g2 білий пішак · d1 біла тура · g1 білий король | a8 чорна тура · e8 чорний король · f8 чорний слон · b7 чорний пішак · f7 чорний пішак · c6 чорний пішак · e6 чорний ферзь · f6 чорний кінь · h6 чорний пішак · a5 чорний пішак · e5 чорний пішак · f5 білий кінь · h5 білий пішак · a4 білий пішак · g4 чорна тура · c3 білий пішак · e3 білий слон · f3 білий ферзь · b2 білий пішак · d2 біла тура · f2 білий пішак · g2 білий пішак · d1 біла тура · g1 білий король | 6 |
| 5 | a8 чорна тура · e8 чорний король · f8 чорний слон · b7 чорний пішак · f7 чорний пішак · c6 чорний пішак · e6 чорний ферзь · f6 чорний кінь · h6 чорний пішак · a5 чорний пішак · e5 чорний пішак · f5 білий кінь · h5 білий пішак · a4 білий пішак · g4 чорна тура · c3 білий пішак · e3 білий слон · f3 білий ферзь · b2 білий пішак · d2 біла тура · f2 білий пішак · g2 білий пішак · d1 біла тура · g1 білий король | a8 чорна тура · e8 чорний король · f8 чорний слон · b7 чорний пішак · f7 чорний пішак · c6 чорний пішак · e6 чорний ферзь · f6 чорний кінь · h6 чорний пішак · a5 чорний пішак · e5 чорний пішак · f5 білий кінь · h5 білий пішак · a4 білий пішак · g4 чорна тура · c3 білий пішак · e3 білий слон · f3 білий ферзь · b2 білий пішак · d2 біла тура · f2 білий пішак · g2 білий пішак · d1 біла тура · g1 білий король | a8 чорна тура · e8 чорний король · f8 чорний слон · b7 чорний пішак · f7 чорний пішак · c6 чорний пішак · e6 чорний ферзь · f6 чорний кінь · h6 чорний пішак · a5 чорний пішак · e5 чорний пішак · f5 білий кінь · h5 білий пішак · a4 білий пішак · g4 чорна тура · c3 білий пішак · e3 білий слон · f3 білий ферзь · b2 білий пішак · d2 біла тура · f2 білий пішак · g2 білий пішак · d1 біла тура · g1 білий король | a8 чорна тура · e8 чорний король · f8 чорний слон · b7 чорний пішак · f7 чорний пішак · c6 чорний пішак · e6 чорний ферзь · f6 чорний кінь · h6 чорний пішак · a5 чорний пішак · e5 чорний пішак · f5 білий кінь · h5 білий пішак · a4 білий пішак · g4 чорна тура · c3 білий пішак · e3 білий слон · f3 білий ферзь · b2 білий пішак · d2 біла тура · f2 білий пішак · g2 білий пішак · d1 біла тура · g1 білий король | a8 чорна тура · e8 чорний король · f8 чорний слон · b7 чорний пішак · f7 чорний пішак · c6 чорний пішак · e6 чорний ферзь · f6 чорний кінь · h6 чорний пішак · a5 чорний пішак · e5 чорний пішак · f5 білий кінь · h5 білий пішак · a4 білий пішак · g4 чорна тура · c3 білий пішак · e3 білий слон · f3 білий ферзь · b2 білий пішак · d2 біла тура · f2 білий пішак · g2 білий пішак · d1 біла тура · g1 білий король | a8 чорна тура · e8 чорний король · f8 чорний слон · b7 чорний пішак · f7 чорний пішак · c6 чорний пішак · e6 чорний ферзь · f6 чорний кінь · h6 чорний пішак · a5 чорний пішак · e5 чорний пішак · f5 білий кінь · h5 білий пішак · a4 білий пішак · g4 чорна тура · c3 білий пішак · e3 білий слон · f3 білий ферзь · b2 білий пішак · d2 біла тура · f2 білий пішак · g2 білий пішак · d1 біла тура · g1 білий король | a8 чорна тура · e8 чорний король · f8 чорний слон · b7 чорний пішак · f7 чорний пішак · c6 чорний пішак · e6 чорний ферзь · f6 чорний кінь · h6 чорний пішак · a5 чорний пішак · e5 чорний пішак · f5 білий кінь · h5 білий пішак · a4 білий пішак · g4 чорна тура · c3 білий пішак · e3 білий слон · f3 білий ферзь · b2 білий пішак · d2 біла тура · f2 білий пішак · g2 білий пішак · d1 біла тура · g1 білий король | a8 чорна тура · e8 чорний король · f8 чорний слон · b7 чорний пішак · f7 чорний пішак · c6 чорний пішак · e6 чорний ферзь · f6 чорний кінь · h6 чорний пішак · a5 чорний пішак · e5 чорний пішак · f5 білий кінь · h5 білий пішак · a4 білий пішак · g4 чорна тура · c3 білий пішак · e3 білий слон · f3 білий ферзь · b2 білий пішак · d2 біла тура · f2 білий пішак · g2 білий пішак · d1 біла тура · g1 білий король | 5 |
| 4 | a8 чорна тура · e8 чорний король · f8 чорний слон · b7 чорний пішак · f7 чорний пішак · c6 чорний пішак · e6 чорний ферзь · f6 чорний кінь · h6 чорний пішак · a5 чорний пішак · e5 чорний пішак · f5 білий кінь · h5 білий пішак · a4 білий пішак · g4 чорна тура · c3 білий пішак · e3 білий слон · f3 білий ферзь · b2 білий пішак · d2 біла тура · f2 білий пішак · g2 білий пішак · d1 біла тура · g1 білий король | a8 чорна тура · e8 чорний король · f8 чорний слон · b7 чорний пішак · f7 чорний пішак · c6 чорний пішак · e6 чорний ферзь · f6 чорний кінь · h6 чорний пішак · a5 чорний пішак · e5 чорний пішак · f5 білий кінь · h5 білий пішак · a4 білий пішак · g4 чорна тура · c3 білий пішак · e3 білий слон · f3 білий ферзь · b2 білий пішак · d2 біла тура · f2 білий пішак · g2 білий пішак · d1 біла тура · g1 білий король | a8 чорна тура · e8 чорний король · f8 чорний слон · b7 чорний пішак · f7 чорний пішак · c6 чорний пішак · e6 чорний ферзь · f6 чорний кінь · h6 чорний пішак · a5 чорний пішак · e5 чорний пішак · f5 білий кінь · h5 білий пішак · a4 білий пішак · g4 чорна тура · c3 білий пішак · e3 білий слон · f3 білий ферзь · b2 білий пішак · d2 біла тура · f2 білий пішак · g2 білий пішак · d1 біла тура · g1 білий король | a8 чорна тура · e8 чорний король · f8 чорний слон · b7 чорний пішак · f7 чорний пішак · c6 чорний пішак · e6 чорний ферзь · f6 чорний кінь · h6 чорний пішак · a5 чорний пішак · e5 чорний пішак · f5 білий кінь · h5 білий пішак · a4 білий пішак · g4 чорна тура · c3 білий пішак · e3 білий слон · f3 білий ферзь · b2 білий пішак · d2 біла тура · f2 білий пішак · g2 білий пішак · d1 біла тура · g1 білий король | a8 чорна тура · e8 чорний король · f8 чорний слон · b7 чорний пішак · f7 чорний пішак · c6 чорний пішак · e6 чорний ферзь · f6 чорний кінь · h6 чорний пішак · a5 чорний пішак · e5 чорний пішак · f5 білий кінь · h5 білий пішак · a4 білий пішак · g4 чорна тура · c3 білий пішак · e3 білий слон · f3 білий ферзь · b2 білий пішак · d2 біла тура · f2 білий пішак · g2 білий пішак · d1 біла тура · g1 білий король | a8 чорна тура · e8 чорний король · f8 чорний слон · b7 чорний пішак · f7 чорний пішак · c6 чорний пішак · e6 чорний ферзь · f6 чорний кінь · h6 чорний пішак · a5 чорний пішак · e5 чорний пішак · f5 білий кінь · h5 білий пішак · a4 білий пішак · g4 чорна тура · c3 білий пішак · e3 білий слон · f3 білий ферзь · b2 білий пішак · d2 біла тура · f2 білий пішак · g2 білий пішак · d1 біла тура · g1 білий король | a8 чорна тура · e8 чорний король · f8 чорний слон · b7 чорний пішак · f7 чорний пішак · c6 чорний пішак · e6 чорний ферзь · f6 чорний кінь · h6 чорний пішак · a5 чорний пішак · e5 чорний пішак · f5 білий кінь · h5 білий пішак · a4 білий пішак · g4 чорна тура · c3 білий пішак · e3 білий слон · f3 білий ферзь · b2 білий пішак · d2 біла тура · f2 білий пішак · g2 білий пішак · d1 біла тура · g1 білий король | a8 чорна тура · e8 чорний король · f8 чорний слон · b7 чорний пішак · f7 чорний пішак · c6 чорний пішак · e6 чорний ферзь · f6 чорний кінь · h6 чорний пішак · a5 чорний пішак · e5 чорний пішак · f5 білий кінь · h5 білий пішак · a4 білий пішак · g4 чорна тура · c3 білий пішак · e3 білий слон · f3 білий ферзь · b2 білий пішак · d2 біла тура · f2 білий пішак · g2 білий пішак · d1 біла тура · g1 білий король | 4 |
| 3 | a8 чорна тура · e8 чорний король · f8 чорний слон · b7 чорний пішак · f7 чорний пішак · c6 чорний пішак · e6 чорний ферзь · f6 чорний кінь · h6 чорний пішак · a5 чорний пішак · e5 чорний пішак · f5 білий кінь · h5 білий пішак · a4 білий пішак · g4 чорна тура · c3 білий пішак · e3 білий слон · f3 білий ферзь · b2 білий пішак · d2 біла тура · f2 білий пішак · g2 білий пішак · d1 біла тура · g1 білий король | a8 чорна тура · e8 чорний король · f8 чорний слон · b7 чорний пішак · f7 чорний пішак · c6 чорний пішак · e6 чорний ферзь · f6 чорний кінь · h6 чорний пішак · a5 чорний пішак · e5 чорний пішак · f5 білий кінь · h5 білий пішак · a4 білий пішак · g4 чорна тура · c3 білий пішак · e3 білий слон · f3 білий ферзь · b2 білий пішак · d2 біла тура · f2 білий пішак · g2 білий пішак · d1 біла тура · g1 білий король | a8 чорна тура · e8 чорний король · f8 чорний слон · b7 чорний пішак · f7 чорний пішак · c6 чорний пішак · e6 чорний ферзь · f6 чорний кінь · h6 чорний пішак · a5 чорний пішак · e5 чорний пішак · f5 білий кінь · h5 білий пішак · a4 білий пішак · g4 чорна тура · c3 білий пішак · e3 білий слон · f3 білий ферзь · b2 білий пішак · d2 біла тура · f2 білий пішак · g2 білий пішак · d1 біла тура · g1 білий король | a8 чорна тура · e8 чорний король · f8 чорний слон · b7 чорний пішак · f7 чорний пішак · c6 чорний пішак · e6 чорний ферзь · f6 чорний кінь · h6 чорний пішак · a5 чорний пішак · e5 чорний пішак · f5 білий кінь · h5 білий пішак · a4 білий пішак · g4 чорна тура · c3 білий пішак · e3 білий слон · f3 білий ферзь · b2 білий пішак · d2 біла тура · f2 білий пішак · g2 білий пішак · d1 біла тура · g1 білий король | a8 чорна тура · e8 чорний король · f8 чорний слон · b7 чорний пішак · f7 чорний пішак · c6 чорний пішак · e6 чорний ферзь · f6 чорний кінь · h6 чорний пішак · a5 чорний пішак · e5 чорний пішак · f5 білий кінь · h5 білий пішак · a4 білий пішак · g4 чорна тура · c3 білий пішак · e3 білий слон · f3 білий ферзь · b2 білий пішак · d2 біла тура · f2 білий пішак · g2 білий пішак · d1 біла тура · g1 білий король | a8 чорна тура · e8 чорний король · f8 чорний слон · b7 чорний пішак · f7 чорний пішак · c6 чорний пішак · e6 чорний ферзь · f6 чорний кінь · h6 чорний пішак · a5 чорний пішак · e5 чорний пішак · f5 білий кінь · h5 білий пішак · a4 білий пішак · g4 чорна тура · c3 білий пішак · e3 білий слон · f3 білий ферзь · b2 білий пішак · d2 біла тура · f2 білий пішак · g2 білий пішак · d1 біла тура · g1 білий король | a8 чорна тура · e8 чорний король · f8 чорний слон · b7 чорний пішак · f7 чорний пішак · c6 чорний пішак · e6 чорний ферзь · f6 чорний кінь · h6 чорний пішак · a5 чорний пішак · e5 чорний пішак · f5 білий кінь · h5 білий пішак · a4 білий пішак · g4 чорна тура · c3 білий пішак · e3 білий слон · f3 білий ферзь · b2 білий пішак · d2 біла тура · f2 білий пішак · g2 білий пішак · d1 біла тура · g1 білий король | a8 чорна тура · e8 чорний король · f8 чорний слон · b7 чорний пішак · f7 чорний пішак · c6 чорний пішак · e6 чорний ферзь · f6 чорний кінь · h6 чорний пішак · a5 чорний пішак · e5 чорний пішак · f5 білий кінь · h5 білий пішак · a4 білий пішак · g4 чорна тура · c3 білий пішак · e3 білий слон · f3 білий ферзь · b2 білий пішак · d2 біла тура · f2 білий пішак · g2 білий пішак · d1 біла тура · g1 білий король | 3 |
| 2 | a8 чорна тура · e8 чорний король · f8 чорний слон · b7 чорний пішак · f7 чорний пішак · c6 чорний пішак · e6 чорний ферзь · f6 чорний кінь · h6 чорний пішак · a5 чорний пішак · e5 чорний пішак · f5 білий кінь · h5 білий пішак · a4 білий пішак · g4 чорна тура · c3 білий пішак · e3 білий слон · f3 білий ферзь · b2 білий пішак · d2 біла тура · f2 білий пішак · g2 білий пішак · d1 біла тура · g1 білий король | a8 чорна тура · e8 чорний король · f8 чорний слон · b7 чорний пішак · f7 чорний пішак · c6 чорний пішак · e6 чорний ферзь · f6 чорний кінь · h6 чорний пішак · a5 чорний пішак · e5 чорний пішак · f5 білий кінь · h5 білий пішак · a4 білий пішак · g4 чорна тура · c3 білий пішак · e3 білий слон · f3 білий ферзь · b2 білий пішак · d2 біла тура · f2 білий пішак · g2 білий пішак · d1 біла тура · g1 білий король | a8 чорна тура · e8 чорний король · f8 чорний слон · b7 чорний пішак · f7 чорний пішак · c6 чорний пішак · e6 чорний ферзь · f6 чорний кінь · h6 чорний пішак · a5 чорний пішак · e5 чорний пішак · f5 білий кінь · h5 білий пішак · a4 білий пішак · g4 чорна тура · c3 білий пішак · e3 білий слон · f3 білий ферзь · b2 білий пішак · d2 біла тура · f2 білий пішак · g2 білий пішак · d1 біла тура · g1 білий король | a8 чорна тура · e8 чорний король · f8 чорний слон · b7 чорний пішак · f7 чорний пішак · c6 чорний пішак · e6 чорний ферзь · f6 чорний кінь · h6 чорний пішак · a5 чорний пішак · e5 чорний пішак · f5 білий кінь · h5 білий пішак · a4 білий пішак · g4 чорна тура · c3 білий пішак · e3 білий слон · f3 білий ферзь · b2 білий пішак · d2 біла тура · f2 білий пішак · g2 білий пішак · d1 біла тура · g1 білий король | a8 чорна тура · e8 чорний король · f8 чорний слон · b7 чорний пішак · f7 чорний пішак · c6 чорний пішак · e6 чорний ферзь · f6 чорний кінь · h6 чорний пішак · a5 чорний пішак · e5 чорний пішак · f5 білий кінь · h5 білий пішак · a4 білий пішак · g4 чорна тура · c3 білий пішак · e3 білий слон · f3 білий ферзь · b2 білий пішак · d2 біла тура · f2 білий пішак · g2 білий пішак · d1 біла тура · g1 білий король | a8 чорна тура · e8 чорний король · f8 чорний слон · b7 чорний пішак · f7 чорний пішак · c6 чорний пішак · e6 чорний ферзь · f6 чорний кінь · h6 чорний пішак · a5 чорний пішак · e5 чорний пішак · f5 білий кінь · h5 білий пішак · a4 білий пішак · g4 чорна тура · c3 білий пішак · e3 білий слон · f3 білий ферзь · b2 білий пішак · d2 біла тура · f2 білий пішак · g2 білий пішак · d1 біла тура · g1 білий король | a8 чорна тура · e8 чорний король · f8 чорний слон · b7 чорний пішак · f7 чорний пішак · c6 чорний пішак · e6 чорний ферзь · f6 чорний кінь · h6 чорний пішак · a5 чорний пішак · e5 чорний пішак · f5 білий кінь · h5 білий пішак · a4 білий пішак · g4 чорна тура · c3 білий пішак · e3 білий слон · f3 білий ферзь · b2 білий пішак · d2 біла тура · f2 білий пішак · g2 білий пішак · d1 біла тура · g1 білий король | a8 чорна тура · e8 чорний король · f8 чорний слон · b7 чорний пішак · f7 чорний пішак · c6 чорний пішак · e6 чорний ферзь · f6 чорний кінь · h6 чорний пішак · a5 чорний пішак · e5 чорний пішак · f5 білий кінь · h5 білий пішак · a4 білий пішак · g4 чорна тура · c3 білий пішак · e3 білий слон · f3 білий ферзь · b2 білий пішак · d2 біла тура · f2 білий пішак · g2 білий пішак · d1 біла тура · g1 білий король | 2 |
| 1 | a8 чорна тура · e8 чорний король · f8 чорний слон · b7 чорний пішак · f7 чорний пішак · c6 чорний пішак · e6 чорний ферзь · f6 чорний кінь · h6 чорний пішак · a5 чорний пішак · e5 чорний пішак · f5 білий кінь · h5 білий пішак · a4 білий пішак · g4 чорна тура · c3 білий пішак · e3 білий слон · f3 білий ферзь · b2 білий пішак · d2 біла тура · f2 білий пішак · g2 білий пішак · d1 біла тура · g1 білий король | a8 чорна тура · e8 чорний король · f8 чорний слон · b7 чорний пішак · f7 чорний пішак · c6 чорний пішак · e6 чорний ферзь · f6 чорний кінь · h6 чорний пішак · a5 чорний пішак · e5 чорний пішак · f5 білий кінь · h5 білий пішак · a4 білий пішак · g4 чорна тура · c3 білий пішак · e3 білий слон · f3 білий ферзь · b2 білий пішак · d2 біла тура · f2 білий пішак · g2 білий пішак · d1 біла тура · g1 білий король | a8 чорна тура · e8 чорний король · f8 чорний слон · b7 чорний пішак · f7 чорний пішак · c6 чорний пішак · e6 чорний ферзь · f6 чорний кінь · h6 чорний пішак · a5 чорний пішак · e5 чорний пішак · f5 білий кінь · h5 білий пішак · a4 білий пішак · g4 чорна тура · c3 білий пішак · e3 білий слон · f3 білий ферзь · b2 білий пішак · d2 біла тура · f2 білий пішак · g2 білий пішак · d1 біла тура · g1 білий король | a8 чорна тура · e8 чорний король · f8 чорний слон · b7 чорний пішак · f7 чорний пішак · c6 чорний пішак · e6 чорний ферзь · f6 чорний кінь · h6 чорний пішак · a5 чорний пішак · e5 чорний пішак · f5 білий кінь · h5 білий пішак · a4 білий пішак · g4 чорна тура · c3 білий пішак · e3 білий слон · f3 білий ферзь · b2 білий пішак · d2 біла тура · f2 білий пішак · g2 білий пішак · d1 біла тура · g1 білий король | a8 чорна тура · e8 чорний король · f8 чорний слон · b7 чорний пішак · f7 чорний пішак · c6 чорний пішак · e6 чорний ферзь · f6 чорний кінь · h6 чорний пішак · a5 чорний пішак · e5 чорний пішак · f5 білий кінь · h5 білий пішак · a4 білий пішак · g4 чорна тура · c3 білий пішак · e3 білий слон · f3 білий ферзь · b2 білий пішак · d2 біла тура · f2 білий пішак · g2 білий пішак · d1 біла тура · g1 білий король | a8 чорна тура · e8 чорний король · f8 чорний слон · b7 чорний пішак · f7 чорний пішак · c6 чорний пішак · e6 чорний ферзь · f6 чорний кінь · h6 чорний пішак · a5 чорний пішак · e5 чорний пішак · f5 білий кінь · h5 білий пішак · a4 білий пішак · g4 чорна тура · c3 білий пішак · e3 білий слон · f3 білий ферзь · b2 білий пішак · d2 біла тура · f2 білий пішак · g2 білий пішак · d1 біла тура · g1 білий король | a8 чорна тура · e8 чорний король · f8 чорний слон · b7 чорний пішак · f7 чорний пішак · c6 чорний пішак · e6 чорний ферзь · f6 чорний кінь · h6 чорний пішак · a5 чорний пішак · e5 чорний пішак · f5 білий кінь · h5 білий пішак · a4 білий пішак · g4 чорна тура · c3 білий пішак · e3 білий слон · f3 білий ферзь · b2 білий пішак · d2 біла тура · f2 білий пішак · g2 білий пішак · d1 біла тура · g1 білий король | a8 чорна тура · e8 чорний король · f8 чорний слон · b7 чорний пішак · f7 чорний пішак · c6 чорний пішак · e6 чорний ферзь · f6 чорний кінь · h6 чорний пішак · a5 чорний пішак · e5 чорний пішак · f5 білий кінь · h5 білий пішак · a4 білий пішак · g4 чорна тура · c3 білий пішак · e3 білий слон · f3 білий ферзь · b2 білий пішак · d2 біла тура · f2 білий пішак · g2 білий пішак · d1 біла тура · g1 білий король | 1 |
|   | a | b | c | d | e | f | g | h |   |

Журнал «Шахи в СРСР» установив дві премії за найкращі партії матчу. Над відбором та оцінюванням партій працювало журі у складі Петра Романовського, Михайла Юдовича та Іллі Кана.
Найкращими визнано дві перемоги білих у другому турі: звитяга Ісаака Болеславського над Рубеном Файном і перемога Ізраеля Горовіца над Саломоном Флором. Журі відзначило, що зустріч Болеславський — Файн містить цінні дебютні ідеї та є взірцем тонкої позиційної гри, а в партії Горовіц — Флор білі прекрасно розіграли початок і послідовно та сильно провели атаку, досягнувши вирішальної матеріальної переваги.
Крім цього, до розділу включено партії, які з'явилися в книгах про учасників матчу та енциклопедіях чи довідниках як приклади творчих досягнень шахістів:
- Денкер — Ботвинник, 1-й тур — 0:1[32]. Майбутній чемпіон світу ще з перших ходів нарощував перевагу, а коли чорні розпочали вирішальну атаку на білого короля, чемпіон США після 25 ходів здався.

- Смислов — Решевський, 1-й тур — 1:0[33]. У мітельшпіль шахісти перейшли з цікавою та рівною позицією: слони та тура білих проти ферзя й сильної пішакової лінії чорних. Однак надалі Смислов використав досвід Болеславського, який білими мав таку позицію у воєнних турнірах[34]. Решевському ці партії виявились незнайомі, він дозволив білим слонам захопити центр і згодом визнав поразку.

- Файн — Болеславський, 1-й тур — ½:½[35]. Файн краще розіграв дебют і середину партії, добившись позиційної переваги. Гросмейстер О. Суетін назвав захист Болеславського «героїчним», адже в нелегкому становищі радянський шахіст винахідливо відбив усі енергійні випади білих і здобув нічию.

- Флор — Горовіц, 1-й тур — 1:0[36]. До 17-го ходу точилася рівна правильна боротьба, однак після помилки чорних Флор отримав вирішальну матеріальну (2 пішаки) та позиційну перевагу, тому Горовіц здався на 33-му ході.

- Рагозін — Сейдмен, 1-й тур — 1:0[37]. Білі відважились на несподівану жертву пішака на 14-му ході, що дало їм ледь помітну позиційну перевагу, яку ще треба було реалізувати. Разозін упорався з цим завданням і перейшов у виграшний коневий ендшпіль із зайвим пішаком. Активність білого короля і, навпаки, скована позиція його чорного візаві схилили шальки терезів на користь російського майстра.

- Купчик — Макогонов, 1-й тур — 0:1[38]. Чорні методично обмежували активність білих фігур. Купчик діяв украй пасивно і спочатку дозволив Макогонову отримати позиційну, а згодом і матеріальну перевагу, внаслідок чого білі склали зброю після 40 ходів.

- Котов — Кешден, 2-й тур — 1:0[39]. Білі отримали контроль над діагоналлю b8-h2 і змогли «ув'язнити» свого чорного опонента. «Хороший» слон Котова дав йому вирішальну перевагу в ендшпілі проти «поганого» слона Кешдена.

## Перебіг і результати
31 серпня, напередодні початку, зіграно дві пробні партії. З Нью-Йорка ходи передавали чемпіонка США Ґізелла Ґрессер і Едвард Ласкер, в Москві грали триразова чемпіонка столиці Ольга Морачевська та Петро Романовський.
На початку матчу сторони обмінялися привітальними радіограмами:
|  | Радянські учасники шлють сердечні вітання їхнім достойним суперникам. Ми впевнені, що це буде затята, цікава боротьба, яка відкриє нову сторінку в міжнародних шахових змаганнях. Нехай переможуть сильніші! Ботвинник, Зубарєв |

|  | Шахова команда США, оргкомітет і нью-йоркські глядачі шлють радянським учасникам найтепліші вітання. Ми сподіваємось, що цей пам'ятний матч буде лише одним невеликим кроком у майбутніх дружніх зв'язках між нашими великими державами. Команда США напружить усі свої сили в цій боротьбі. Вона приєднується до вашого побажання, щоб перемогли сильніші. Вертгейм, Денкер |

У першому турі з перших ходів помітна була краща теоретична підготовка радянських шахістів — американці вже після дебюту отримали гіршу позицію на більшості шахівниць. Так, на 2-й шахівниці Смислов настільки швидко виконував ходи, що виграв одну хвилину лише за перші 15 ходів, бо знав напам'ять усі головні розгалуження вибраного варіанта іспанської партії. Лише Болеславський зіграв в улюбленому староіндійському захисті неточно, що дало Файнові шанс у середині партії атакувати позицію чорного короля. Та радянський гравець уміло відбив атаку й партія закінчилась унічию. У відповідь на телеграму американця: «Третя шахівниця пропонує нічию та поздоровляє свого противника з блискучим захистом», — Болеславський телеграфував: «Я дуже задоволений, що вдалось відбити атаку такого видатного гросмейстера. Наперед смакую задоволенням зіграти з ним другу партію».
Кешден у гарній позиції проти Котова проґавив нескладний подвійний удар і негайно здався, Макогонов із зайвим пішаком і двома активними слонами змусив здатися Купчика. Єдину перемогу в складі США в першому турі отримав Стайнер, провівши ефектний тактичний удар чорними в партії з Бондаревським. Радянський гросмейстер відкинув пропозицію нічиєї, яка надійшла від Стайнера в рівній позиції, переоцінив свої сили і програв.
Перший тур закінчився впевненою перемогою команди СРСР з рахунком 8:2, при чому 4½ очка здобули гравці на перших п'яти шахівницях.
У другому турі команда США була налаштована агресивніше, американці краще провели дебют, на деяких шахівницях запропонувавши рідкісні та оригінальні схеми, які нівелювали теоретичні заготовки гравців СРСР. У партії Ботвинник — Денкер уже на 15-му ході чемпіон СРСР виграв фігуру, здобувши вирішальну перевагу. Решевський зі Смисловим провадили взаємно гостру боротьбу і лише на дограванні Смислов внаслідок вищої техніки довів справу до перемоги. На 3-й шахівниці Файн чорними мав проблеми із захистом п'яти ізольованих пішаків, чим на дограванні скористався Болеславський — 1:0. Горовіц білими після дебюту отримав значно кращу позицію від Флора, грав точно та впевнено, тому радянський гросмейстер здався. Котов прекрасно розіграв переможний слоновий ендшпіль проти Кешдена, а Лілієнталь і Пінкус знову погодились на нічию. Сейдмен білими довго на рівних тримався проти Рагозіна, однак, зрештою, допустив кілька неточностей, завдяки чому представник Радянського Союзу отримав виграшну позицію.
Найдовше затягнулися партії Стайнер — Бондаревський і Макогонов — Купчик. У Москві вже настала 4 година ранку, коли за наполяганням капітанів команд гравці уклали мирові, які закінчили матч. Радянська команда перемогла з рахунком 7½:2½ в другому турі та 15½:4½ загалом.
|    | СРСР                |         |         |         |  |         |         |         |  |           | США                     |
| №  | Гравець             | 1-й тур | 1-й тур | 1-й тур |  | 2-й тур | 2-й тур | 2-й тур |  | Результат | Гравець                 |
| -- | ------------------- | ------- | ------- | ------- |  | ------- | ------- | ------- |  | --------- | ----------------------- |
| 1  | Михайло Ботвинник   | 1       | —       | 0       |  | 1       | —       | 0       |  | 2-0       | Арнольд Денкер          |
| 2  | Василь Смислов      | 1       | —       | 0       |  | 1       | —       | 0       |  | 2-0       | Самуель Решевський      |
| 3  | Ісаак Болеславський | ½       | —       | ½       |  | 1       | —       | 0       |  | 1½-½      | Рубен Файн              |
| 4  | Саломон Флор        | 1       | —       | 0       |  | 0       | —       | 1       |  | 1-1       | Ізраель Альберт Горовіц |
| 5  | Олександр Котов     | 1       | —       | 0       |  | 1       | —       | 0       |  | 2-0       | Айзек Кешден            |
| 6  | Ігор Бондаревський  | 0       | —       | 1       |  | ½       | —       | ½       |  | ½-1½      | Герман Стайнер          |
| 7  | Андре Лілієнталь    | ½       | —       | ½       |  | ½       | —       | ½       |  | 1-1       | Альберт Пінкус          |
| 8  | В'ячеслав Рагозін   | 1       | —       | 0       |  | 1       | —       | 0       |  | 2-0       | Герберт Сейдмен         |
| 9  | Володимир Макогонов | 1       | —       | 0       |  | ½       | —       | ½       |  | 1½-½      | Абрагам Купчик          |
| 10 | Давид Бронштейн     | 1       | —       | 0       |  | 1       | —       | 0       |  | 2-0       | Ентоні Сантасьєр        |
|    | Усього              | 8       | —       | 2       |  | 7½      | —       | 2½      |  | 15½ — 4½  |                         |

Лідер збірної Радянського Союзу Михайло Ботвинник згадував, що шахістам неофіційно передали привітальні слова Сталіна: «Молодці, хлопці!».
Розгромна перемога команди СРСР була несподіванкою для всього шахового світу, частково навіть для радянських гравців. М. Ботвинник так прокоментував результат: «Чи могла американська команда виступити краще? Я думаю, що так. Зі всією повагою до моїх колег Смислова та Болеславського, вони навряд чи зможуть ще раз здобути 3½ очка із 4 у матчах проти Файна та Решевського. Денкер і Кешден також мають усі підстави очікувати кращого результату наступного разу».
Успіх у матчі проти американців заохотив Радянський Союз викликати на матч команду Великої Британії. Радіоматч Велика Британія — СРСР у червні 1946 року завершився перемогою радянської команди — 18:6.
У вересні 1946 року команда США прилетіла до Москви на очний матч-реванш. Господарі перемогли з рахунком 12½:7½.
Упевнені перемоги збірної СРСР ознаменували початок епохи домінування радянської шахової школи у світі — представники Радянського Союзу відтоді практично незмінно вигравали шахові олімпіади та здобували звання чемпіонів світу як серед чоловіків, так і серед жінок.